# المدينة المنورة
المَدِينَة المُنَورَة يلقبها المسلمون «طَيْبَةُ ٱلطَّيِّبَةُ» أول عاصمة في تاريخ الإسلام، وثاني أقدس الأماكن للمسلمين بعد مكة. هي عاصمة منطقة المدينة المنورة الواقعة على أرض الحجاز التاريخية، غرب المملكة العربية السعودية، تبعد المدينة المنورة حوالي 400 كم عن مكة المكرمة في الاتجاه الشمالي الشرقي، وعلى بعد حوالي 150 كم شرق البحر الأحمر، وأقرب الموانئ لها هو ميناء ينبع والذي يقع في الجهة الغربية الجنوبية منها ويبعد عنها 220 كم، تبلغ مساحة المدينة المنورة حوالي 589 كم²  منها 99 كم² تشغلها المنطقة العمرانية، أما باقي المساحة فهي خارج المنطقة العمرانية، وتتكون من جبال ووديان ومنحدرات سيول وأراض صحراوية وأخرى زراعية ومقابر وأجزاء من شبكة الطرق السريعة.
أُسست المدينة المنورة قبل الهجرة النبوية بأكثر من 1500 عام، وعُرفت قبل ظهور الإسلام باسم «يثرب»، وقد ورد هذا الاسم في القرآن: ﴿وَإِذْ قَالَتْ طَائِفَةٌ مِنْهُمْ يَا أَهْلَ يَثْرِبَ لَا مُقَامَ لَكُمْ فَارْجِعُوا وَيَسْتَأْذِنُ فَرِيقٌ مِنْهُمُ النَّبِيَّ يَقُولُونَ إِنَّ بُيُوتَنَا عَوْرَةٌ وَمَا هِيَ بِعَوْرَةٍ إِنْ يُرِيدُونَ إِلَّا فِرَارًا﴾ وورد في الحديث الصحيح أن النبي محمد بن عبد الله غيّر اسمها من يثرب إلى المدينة، ونهى عن استخدام اسمها القديم فقال: «من قال للمدينة "يثرب" فليستغفر الله…»، والمدينة المنورة محرم دخولها على غير المسلمين، فقد قال النبي محمد: «اللهم إني أحرم ما بين لابتيها مثل ما حرم إبراهيم مكة، اللهم بارك في مُدِّهم وصاعهم».
تضم المدينة المنورة ثلاثة من أقدم المساجد في العالم، ومن أهمها عند المسلمين، ألا وهي: المسجد النبوي، ومسجد قُبَاءٍ، ومسجد القبلتين. تستمد المدينة المنورة أهميتها عند المسلمين من هجرة النبي محمد إليها وإقامته فيها طيلة حياته الباقية، فالمدينة هي أحد أبرز وأهم الأماكن ويسمي المسلمون السور القرآنية التي نزلت بعد الهجرة إليها بالسور المدنية، ومفردها «سورة مدنية».
يبلغ عدد سكان المدينة حوالي 1,411,599 نسمة، وتضم المدينة بين أحضانها الكثير من المعالم والآثار، ولعل أبرزها المسجد النبوي والذي يُعد ثاني أقدس المساجد بالنسبة للمسلمين بعد المسجد الحرام في مكة المكرمة، بالإضافة إلى مقبرة البقيع والتي تعد المقبرة الرئيسية لأهل المدينة، والتي دُفن فيها الكثير من الصحابة، ومسجد قباء أول مسجد بني في الإسلام، ومسجد القبلتين، وجبل أحد، والكثير من الوديان والآبار والشوارع والحارات والأزقة القديمة.

## تاريخ المدينة المنورة

### تأسيس المدينة

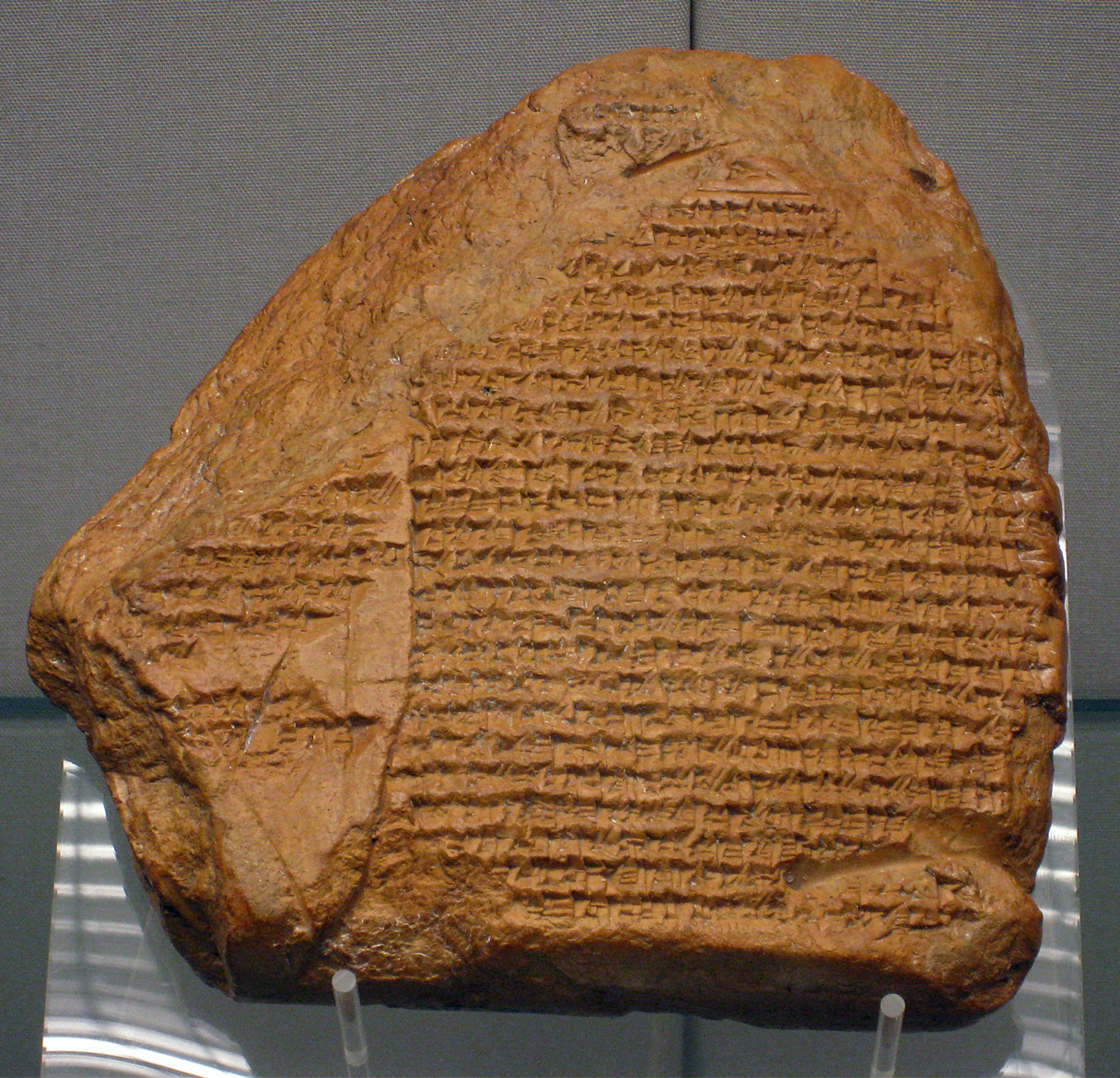
نقوش نبونعید، جاء فيها ذكر يثرب لأول مرة.

يرجع تاريخ تأسيس يثرب إلى حوالي 1600 سنة قبل الهجرة النبوية، اعتماداً على أن قبيلة عربية تسمى «عبيل» قد تكلمت بالعربية، وأن اللغة العربية وُجدت في ذلك التاريخ. أقدم النصوص التاريخية التي أشارت إلى المدينة هي النصوص الآشورية العائدة للقرن السادس قبل الميلاد، وبالتحديد في نقوش نبونعید، التي أشارت إلى المدينة باسم «لاثريبو»، كذلك فقد وجدت فيه كلمة «يثرب» في الكتابات التاريخية عند الأغريق، فقد أشار كلاوديوس بطليموس إلى واحة تقع في بلاد الحجاز بشبه الجزيرة العربية، تحمل اسم «لاثريبا». كما ورد هذا الاسم في الكتابات عند مملكة معين وذُكرت بين المدن التي سكنتها جاليات معينية، ومن المعروف أن المملكة المعينية قامت في جزء من اليمن في الفترة ما بين 1300 و600 ق.م، وامتد نفوذها في فترة ازدهارها إلى الحجاز وفلسطين، وعندما ضعف سلطانها كونت مجموعة مستوطنات لحماية طريق التجارة إلى الشمال وكان هذا الطريق يمر بيثرب، ويتفق هذا التاريخ التقريبي أيضًا مع تاريخ وجود العماليق وحروبهم مع بني إسرائيل في شمال الجزيرة العربية وسيناء.

### الموجات السكّانية الأولى
تعاقب السكان على يثرب منذ إنشائها، فقد سكنها العماليق، ومن بعدهم قبائل المعينيين من اليمن ومن ثم اليهود. وصل اليهود إلى يثرب لأول مرة خلال القرن الثاني الميلادي خلال الحروب الرومانية اليهودية في فلسطين، التي كان من نتيجتها نزوح عدّة قبائل يهودية إلى الأقاليم المجاورة. أبرز تلك القبائل التي وصلت المدينة وسكنتها كانت قبائل بني قينقاع، وبني قريظة، وبني النضير، وقد استمروا يقطنونها حتى القرن السابع الميلادي. يذكر ابن خرداذبة أن بني قريظة عملوا في خدمة الفرس كجباة للضرائب خلال عهد السيطرة الفارسية على الحجاز.

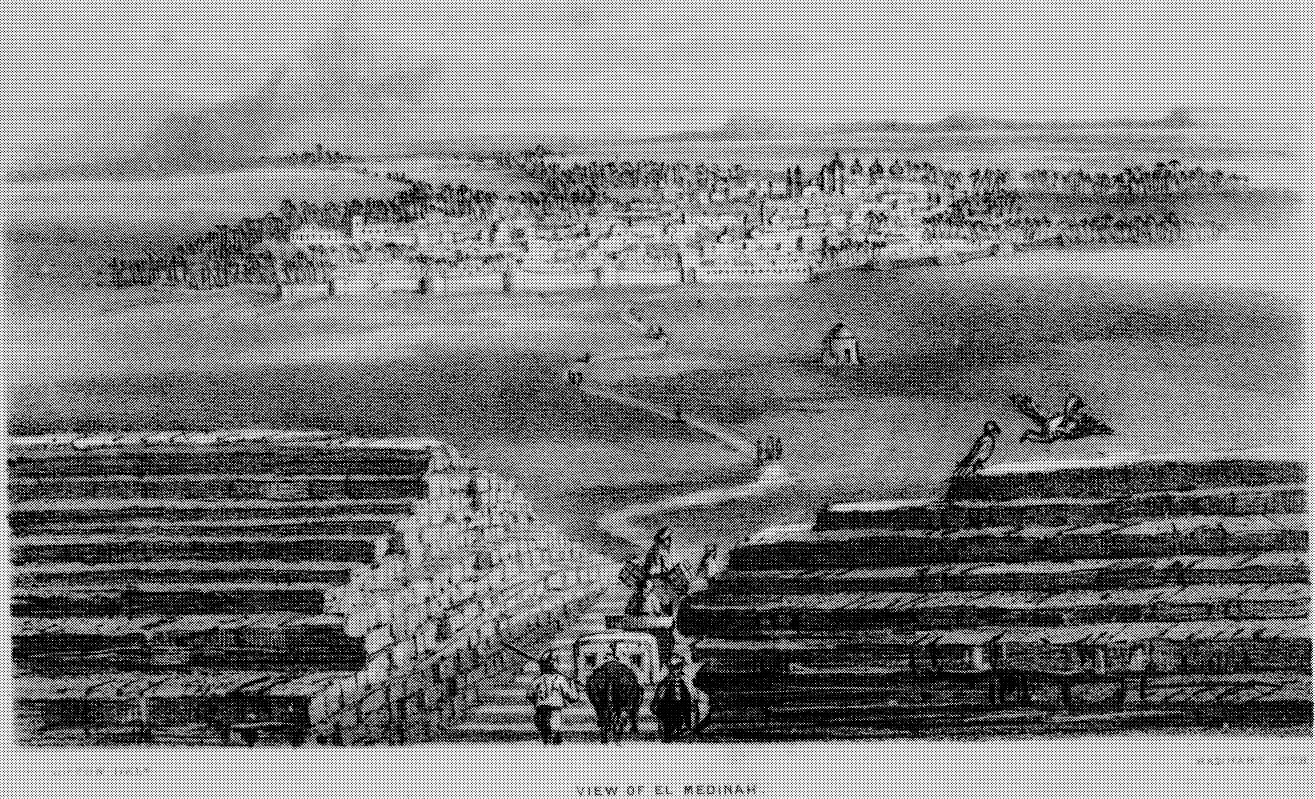
رسم قديم للمدينة المنورة.

حسب كتابات التراث العربي، فإنه وعلى إثر انهيار سد مأرب، نزحت عدّة قبائل عربية من مملكة سبأ في اليمن شمالاً، ومن هذه القبائل قبيلتا الأوس والخزرج وعندما وصلت القبيلتان إلى يثرب أعجبتا بما فيها من أرض خصبة وينابيع كثيرة فاستقروا فيها مع وجود قبيلتين من اليهود آنذاك، هما قبيلة بنو قريظة وقبيلة بنو قينقاع، وبعد ذلك عُقد حلف ومعاهدة بين اليهود والقبيلتان تلتزمان فيها بالسلام والتعايش والدفاع عن يثرب ضد الغزاة، فتحالفوا على ذلك والتزموا به مدة من الزمن ازداد خلالها عدد الأوس والخزرج ونمت ثرواتهم. إلا أن هناك شواهد أثرية تعود إلى تاريخ اليمن القديم وعدد من النصوص الآشورية، ترجح أن تواجد قبائل سبئية على حدود فلسطين قديم وجزء من سياسة سبئية للسيطرة على الطريق التجارية ولا علاقة له بتصدعات أصابت سد مأرب عدا أنه لا يوجد دليل أن الأوس كانوا سبئيين فالنصوص السبئية وصفتهم بأنهم من أبناء الإله ود وهو أكبر آلهة مملكة معين وليس سبأ.
حسب كتابات ابن إسحاق، فإن نزاعًا وقع بين آخر ملوك الحميريين وسكنة يثرب، فيقول أنه عندما كان ذاك الملك يعبر المدينة، تعرّض له بعض السكّان وقتلوا ابنه، فهدد الملك بإبادة الناس عن بكرة أبيهم وقطع نخيلهم، وكاد أن يفعل ذلك لولا أن تدخل اثنان من رجال الدين اليهود، وأقنعوا الملك بالعدول عن فكرته؛ لأن هذه المدينة هي مكان «سيهاجر إليه نبي من قريش في الزمن الآتي، وسيقيم فيها، ويُدفن فيها». بناءً على هذا امتَنَعْ الملك عن تدمير المدينة، واعتنق اليهودية، وصحب الحاخامان معه إلى اليمن، وفي الطريق مروا بمكة حيث عرفا الكعبة على أنها ذاك البيت الذي شاده إبراهيم، فنصحا الملك أن يفعل ما يفعله أهل مكة: أن يطوف بالبيت، ويبجله ويوقره، وأن يحلق رأسه ويحرم حتى يُتم الحج. يفيد ابن إسحق أنه عند وصول الجمع إلى اليمن، قام الحاخامان بمعجزة اعتنق أهل البلاد اليهودية على أثرها، وذلك بأن سارا في النار دون أن يحترقا.
تحول الأوس والخزرج إلى عدوين لدودين بعد سنوات من وصولهم ليثرب، وتنص المصادر بأن اليهود خافوا من اتساع سلطة ونفوذ القبيلتين، فقاموا بالتفريق والإيقاع بينهم، ونجحوا في خططهم واشتعلت الحروب الطاحنة بين الأوس والخزرج، واستمرت قرابة مائة وعشرين عامًا، ولم تنته هذه الحرب إلا عند هجرة النبي محمد إلى يثرب.

### الهجرة النبوية ووصول الإسلام

نموذج لما كان عليه منزل محمد والصحابة والمسجد النبوي بعد الهجرة إلى المدينة.

في القرن السابع الميلادي ظهر الإسلام في مكة على يد النبي محمد بن عبد الله، الذي بدأ في دعوة الناس إلى الدين الجديد، وكانت تلك الدعوة سبباً في إغضاب سادة قريش الذين كانوا يسكنون مكة، فأعد المشركون كافة الأساليب لإحباط هذه الدعوة، فلم يجد النبي محمد وسيلة إلا بالهجرة إلى يثرب، وذلك بعدما اتفق مع وفد قبيلتي الأوس والخزرج على نصرته وحمايته، وبالفعل هاجر النبي إلى يثرب ومعه صاحبه أبو بكر الصديق، وقبل دخوله ليثرب عرج على قباء لأداء الصلاة وبنى هناك مسجداً كان أول مسجد في الإسلام. دخل محمد يثرب يوم الجمعة 12 ربيع الأول، سنة 1 هـ الموافق 27 سبتمبر سنة 622م، ثم قام بعد ذلك ببناء المسجد النبوي نواة الدولة الإسلامية الجديدة، وآخى بين المهاجرين والأنصار بعد قدومه بخمسة أشهر، في دار أنس بن مالك، وكانوا 90 رجلًا، نصفهم من المهاجرين، ونصفهم من الأنصار، حتى لم يبقَ من المهاجرين أحد إلا آخي بينه وبين أنصاري. قال محمد لهم «تآخوا في الله أخوين أخوين»، ثم أخذ بيد علي بن أبي طالب وقال «هذا أخي»، فكان الأنصار يقتسمون أموالهم وبيوتهم مع المهاجرين، وكانوا يتوارثون بعد الموت دون ذوي الأرحام إلى حين غزوة بدر، فرد التوارث إلى ذوي الرحم وبقيت الأخوّة. وذكر البلاذري أن محمد قد آخى بين المهاجرين أنفسهم في مكة قبل الهجرة، وأيّد حدوثها الشيعة، بينما رجح ابن القيم وابن كثير من أهل السنة عدم وقوعها.

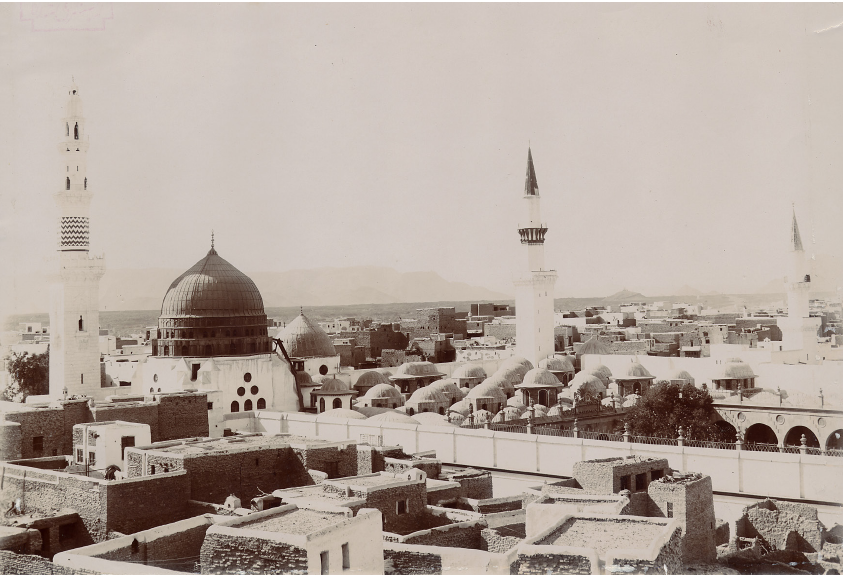
منظر عام للمدينة المنورة قديمًا.

ثم نظّم محمد العلاقات بين سكان المدينة، وكتب في ذلك كتابًا اصطلح عليه باسم دستور المدينة أو الصحيفة، واستهدف هذا الكتاب توضيح التزامات جميع الأطراف داخل المدينة من مهاجرين وأنصار ويهود، وتحديد الحقوق والواجبات، كما نص على تحالف القبائل المختلفة في حال حدوث هجوم على المدينة. وعاهد فيها اليهود ووادعهم وأقرّهم على دينهم وأموالهم. وقام بتغيير اسمها من يثرب إلى المدينة، ونهى الناس عن استخدام اسمها القديم. يقول بعض الباحثين أن اسم «المدينة» قد يكون مشتقًا من الكلمة الآرامية «مدينتا»، التي يُحتمل أن يكون اليهود قد استخدموها كاسم آخر إلى جانب «يثرب». احتوت الوثيقة 52 بندًا، 25 منها خاصة بأمور المسلمين و27 مرتبطة بالعلاقة بين المسلمين وأصحاب الأديان الأخرى، ولا سيما اليهود وعبدة الأوثان، لذلك رجح بعض المؤرخين أن تكون في الأصل وثيقتان وليست وثيقة واحدة، كُتبت الأولى (معاهدة اليهود) في سنة 1 هـ قبل غزوة بدر، والثانية (بين المهاجرين والأنصار خاصة) بعد بدر سنة 2 هـ.

#### غزوة بدر الكبرى
انطلقت من المدينة جميع غزوات الرسول، وكانت غزوة بدر أولها ومن أهمها. ففي صيف سنة 624 بلغ محمدًا أن قافلة تجارية يقودها أبو سفيان بن حرب يرافقه ما بين ثلاثين وأربعين رجل، تتجه من الشام عائدة إلى مكة. فجمع محمد جيشًا قوامه حوالي 313 رجلاً ليقطع الطريق عليهم، وتنص الكثير من المصادر الإسلامية الأولى، أن المسلمين لم يكونوا يتوقعون حصول معركة كبيرة. ومع اقتراب القافلة من المدينة، بلغت مسامع أبو سفيان ما يخططه المسلمون، فأرسل رسولاً إلى مكة ليُحذر قريش ويطلب الإمدادات، فأرسل القرشيون جيشَا تراوح عدد جنوده ما بين 900 و1,000 رجل، والتقى الجمعان عند آبار بدر حيث دارت معركة طاحنة انتصر فيها المسلمون على قلة عددهم.

#### معركة أحد

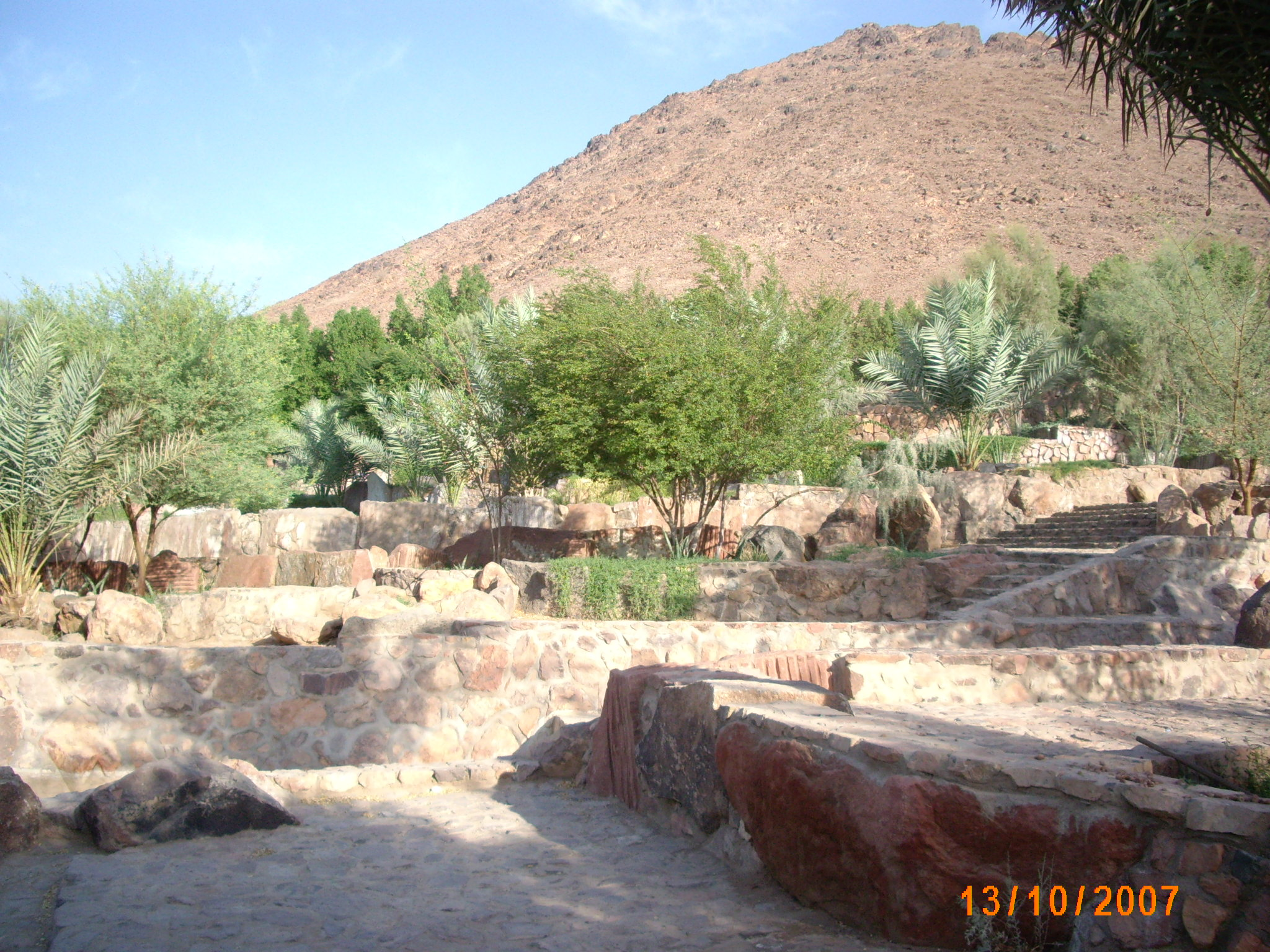
جبل أحد، حيث وقعت المعركة الكبيرة بين المسلمين والمشركين.

في عام 625، حشد القرشيون جيشًا جديدًا للثأر لهزيمة بدر وساروا لملاقاة المسلمين، فتواجهوا بالقرب من المدينة مقابل جبل أحد، حيث وضع النبي محمد خطة حربية كانت تقضي أن يجعل المدينة المنورة في وجهه ويضع خلفه جبل أحد ويحمى ظهر الجيش بخمسين من الرماة المهرة وضعهم على هضبة عالية مشرفة على أرض المعركة، وجعل قائدهم عبد الله بن جبير وأمرهم النبي أن يبقوا في أماكنهم وأن لا يتركوها حتى يأذن لهم فيرموا جيش قريش بالسهام ولا يسمحوا لهم بالالتفاف خلف قطعات جيش المسلمين.
كان النصر في بداية الأمر إلى جانب المسلمين، ولكن حصلت حادثة غيرت من مسار نهاية المعركة، عندما ترك كثير من الرماة مكانهم ظنا أن المعركة قد حسم أمرها وأنه لم يبق أثر للمشركين، ونزلوا ليأخذوا من الغنائم، وبقي أقل من عشرة رماة أبوا أن يلحقوا بهم فنظر خالد بن الوليد وكان ما زال مشركا في جيش قريش إلى من بقي من الرماة فاستثمر الحدث وتوجه بمجموعة من المشركين، وتسللوا خلف جبل الرماة ففاجَؤُوا الرماة القليلين من الخلف وقتلوهم بما فيهم قائدهم عبد الله بن جبير. عندها وجد المسلمون أنفسهم محاصرين، فقتل من قتل منهم واشتد الأمر عليهم، عندها عاد من هرب من المشركين وهجموا على المسلمين هجمة شرسة، ورفعوا عن الأرض رايتهم المتسخة.
وقد قتل في المعركة خلق كثير من المسلمين منهم عم النبي ﷺ حمزة بن عبد المطلب.

#### غزوة بني النضير
في وقت لاحق في شهر ربيع الأول سنة 4 هـ، حدثت غزوة بني النضير بعد أن همّ يهود بنو النضير بالغدر وقتل محمد، فنقضوا بذلك الصحيفة، فأمهلهم محمد 10 أيام ليغادروا المدينة، فرفضوا وتحصنوا بحصن لهم، فحاصرهم محمد 15 يومًا، وقيل 6 ليال، ثم أجلاهم عن المدينة وحملوا النساء والصبيان وتحملوا على 600 بعير، فلحقوا بخيبر، وغنم من أموالهم ما تركوه وراءهم.

#### غزوة الخندق ونهاية بني قريظة
لما أُجلي بنو النضير، وساروا إلى خيبر، خرج نفر من وجهائهم فحرّضوا قريشًا وكنانة وغطفان ودعوهم إلى حرب محمد وعاهدوهم على قتاله، فوافقوهم. وتجهزت قريش وكنانة فجمعوا 4000 شخص، ومعهم 300 فرس. وانضم إليهم أعدادٌ من بني سليم وبني أسد، وفزارة، وغطفان، وبنو مرة. فكان جميعهم 10,000 سُمّوا بالأحزاب، وكان قائدهم أبو سفيان، فكانت ما عُرف باسم غزوة الخندق أو غزوة الأحزاب، وكانت في شوال سنة 5 هـ وقيل في ذي القعدة. فلما سمع بهم محمد، عسكر بثلاثة آلاف من المسلمين إلى سفح جبل سلع، وكان شعارهم «حَم، لَا يُنْصَرُونَ»، وجعل النساء والأطفال في آطام (حصون)، ثم حفر الخندق على المدينة بمشورة سلمان الفارسي، وكان يعمل فيه بيده، فانتهوا منه بعد 6 أيام.

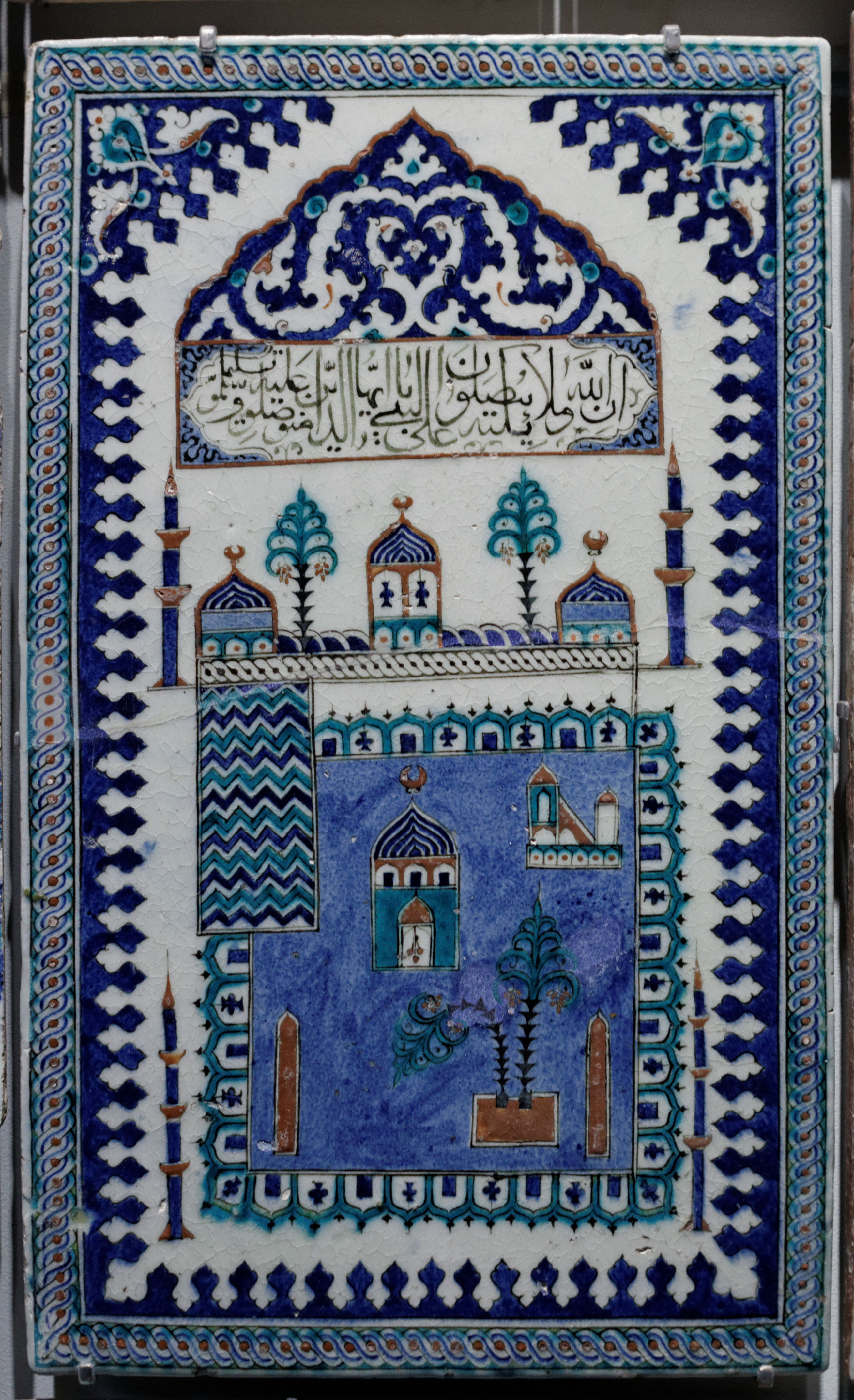
لوحة يظهر فيها المسجد النبوي، تعود للقرن الثامن عشر. عُثر عليها في إزنيق، بتركيا.

ولما انتهوا من الخندق، أقبلت قريش ومن معهم من الأحزاب وحاصروا المدينة حصارًا شديدًا، وفي أثناء ذلك وافق يهود بني قريظة على أن يسمحوا للأحزاب بدخول المدينة من الجهة التي يقطنوها بعد أن فاوضهم حيي بن الأخطب القادم مع الأحزاب، لكن ذلك لم يتم بسبب حيلة استخدمها الصحابي «نعيم بن مسعود الغطفاني» للإيقاع والتفريق ما بين بني قريظة والأحزاب. واشتد الحصار على المسلمين ودبّ فيهم الخوف والرعب، فكانت آيات من سورة الأحزاب تصف ما حدث ﴿يَا أَيُّهَا الَّذِينَ آمَنُوا اذْكُرُوا نِعْمَةَ اللَّهِ عَلَيْكُمْ إِذْ جَاءَتْكُمْ جُنُودٌ فَأَرْسَلْنَا عَلَيْهِمْ رِيحًا وَجُنُودًا لَمْ تَرَوْهَا وَكَانَ اللَّهُ بِمَا تَعْمَلُونَ بَصِيرًا ۝٩ إِذْ جَاءُوكُمْ مِنْ فَوْقِكُمْ وَمِنْ أَسْفَلَ مِنْكُمْ وَإِذْ زَاغَتِ الْأَبْصَارُ وَبَلَغَتِ الْقُلُوبُ الْحَنَاجِرَ وَتَظُنُّونَ بِاللَّهِ الظُّنُونَا ۝١٠﴾. وأقام المسلمون والأحزاب 24 ليلة لم يكن بينهم حرب إلا الرمي بالنبل والحصار. حتى جاءت ريح شديدة لمعسكر الأحزاب، فارتحلوا على إثراها. كان من نتيجة هذا الحصار أن قُتل 8 من المسلمين، و4 من الأحزاب. ولما انصرف الأحزاب عن المدينة، قال محمد لأصحابه: «لن تغزوكم قريش بعد عامكم هذا، ولكنكم تغزونهم»، فلم تغزهم قريش بعد ذلك، وكان هو الذي يغزوها، وذلك حتى فتح مكة.
بعد انتهاء المعركة، رجعت بنو قريظة فتحصنوا بحصونهم، ووضع محمد السلاح. فجاءه جبريل في صورة دحية الكلبي فقال: «أوقد وضعت السلاح يا رسول الله؟» قال «نعم» فقال جبريل «فما وضعت الملائكة السلاح بعد وما رجعت الآن إلا من طلب القوم. إن الله عز وجل يأمرك يا محمد بالمسير إلى بني قريظة فإنّي عامد إليهم فمزلزل بهم» فأمر محمد أصحابه بالرحيل إليهم 7 ذو القعدة 5 هـ، فكانت غزوة بني قريظة، فحاصرهم المسلمون وهم يومئذ 3000، 25 ليلة حتى أتعبهم الحصار. فأعلن بنو قريظة استسلامهم، فقام محمد بتحكيم سعد بن معاذ فيهم فحكم بقتلهم وتفريق نسائهم وأبنائهم عبيدًا بين المسلمين، فقال محمد «لقد حكمتَ فيهم بحكم الله». فأمر محمد بتنفيذ الحكم وأُعدِم ما بين 700 إلى 900 شخص.

#### عاصمة الدولة الإسلامية
بعد حوالي ثمانية أعوام من الهجرة، استطاع المسلمون العودة إلى مكة فاتحين. لكن على الرغم من الانتصار ودخول مكة في ظل الدولة الإسلامية، فإن النبي محمدًا اتخذ المدينة مقرًا، فأصبحت عاصمة الدولة الإسلامية الفتيّة. وبقي النبي في المدينة حتى توفي في شهر ربيع الأول سنة 11 هـ.

### المدينة في عصور الخلافة

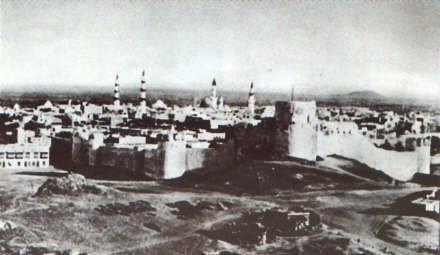
جزء من سور المدينة المنورة في أواخر العهد العثماني سنة 1890.

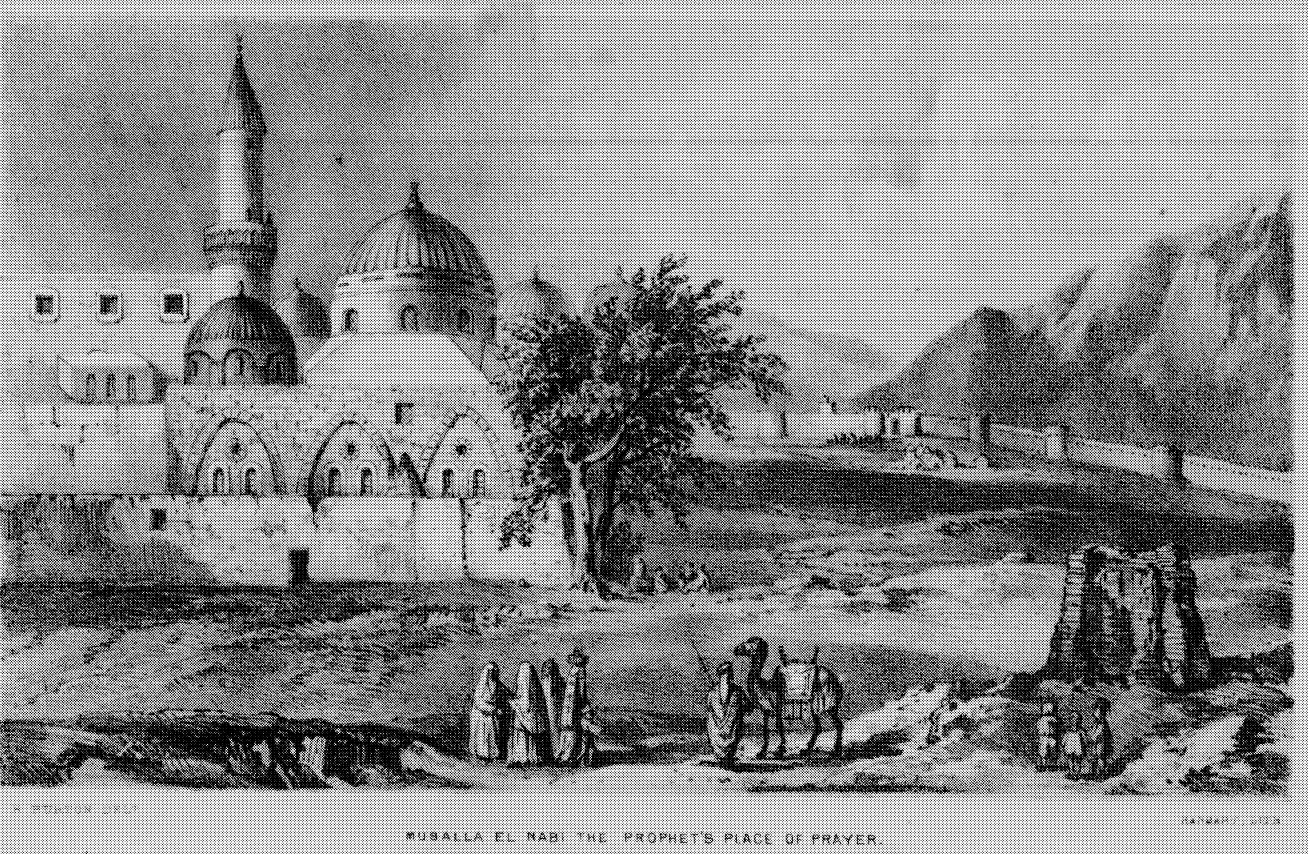
رسم توضيحي يُظهر الشكل العام للمسجد النبوي عام 1857.

بعد وفاة النبي محمد عاشت المدينة المنورة أزهى عصورها في عهد الخلفاء الراشدين، منذ تولي أبو بكر الصديق الذي قضى على المرتدين عن الإسلام في حروب الردة، ومروراً بعمر بن الخطاب حيث فُتحت بلاد الشام ومصر وبلاد فارس، وعهد عثمان بن عفان الذي شهد المزيد من الفتوحات ودخول سلاح البحرية إلى الجيش الإسلامي وحدوث الفتنة بين المسلمين، وصولاً إلى عهد علي بن أبي طالب وباستشهاده عام 661 ازدادت الفتنة بين المسلمين وبعضهم، حتى قامت الخلافة الأموية عام 661، بعد أن تنازل الحسن بن علي عن الخلافة، ونُقلت عاصمة المسلمين من المدينة المنورة إلى دمشق. ومنذ نهاية عصر الخلافة الأموية حتى بداية العهد السعودي مرت المدينة المنورة بعصور مختلفة بداية من الخلافة العباسية مروراً بالخلافة الفاطمية ثم الدولة الأيوبية ثم السلطنة المملوكية ثم الدولة العثمانية وصولاً إلى العصر السعودي الحديث. ومن أبرز ما حدث خلال تلك العهود: قيام الخليفة الأموي الوليد بن عبد الملك بتوسيع المسجد النبوي خلال عهده، حتى أضحى قبر النبي محمد جزءًا لا يتجزأ منه، كما أصيب مسجد قباء بصاعقة قرابة عام 850 أدّت إلى تدميره، ولم يُعاد بناؤه إلا سنة 892، واستمر قائمًا على ما هو عليه حتى سنة 1257 عندما تدمر مجددًا بفعل حريق كبير، فأعيد بناؤه على الفور، ثم قام السلطان قايتباي المملوكي بتجديد بنائه سنة 1487.

#### حصار سنة 1916

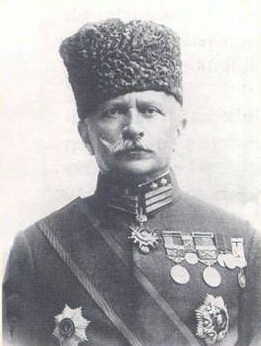
عمر فخر الدين "فخري" باشا، آخر الحكّام العثمانيين للمدينة المنورة.

شهدت المدينة المنورة في بداية القرن العشرين، وخلال الحرب العالمية الأولى، أطول حصار في تاريخها. فقد كانت المدينة حتى ذلك الحين تتبع الدولة العثمانية، ويقيم فيها حاكمٌ عثماني، كان في تلك الفترة المدعو فخري باشا. وعندما أعلن الشريف حسين بن علي، شريف مكة، الثورة على الحكم العثماني باسم العرب، سار بقواته وضرب حصارًا على المدينة المنورة تمهيدًا لطرد العثمانيين منها. تمكن فخري باشا من صد قوات الشريف حسين من سنة 1916 حتى سنة 1919، لكنه اضطر للاستسلام في نهاية المطاف في العاشر من يناير من نفس العام، فدخلت قوات الشريف حسين المدينة، حيث بويع الأخير ملكًا على الحجاز وبلاد العرب، غير أن القوى العظمى وفي مقدمتها فرنسا وبريطانيا لم تعترف به ملكاً على كل الدول العربية المستقلة حديثًا، بل كملك على الحجاز فقط، وتقاسمت ما تبقى من تركة الدولة العثمانية فيما بينها.

### تاريخ المدينة الحديث

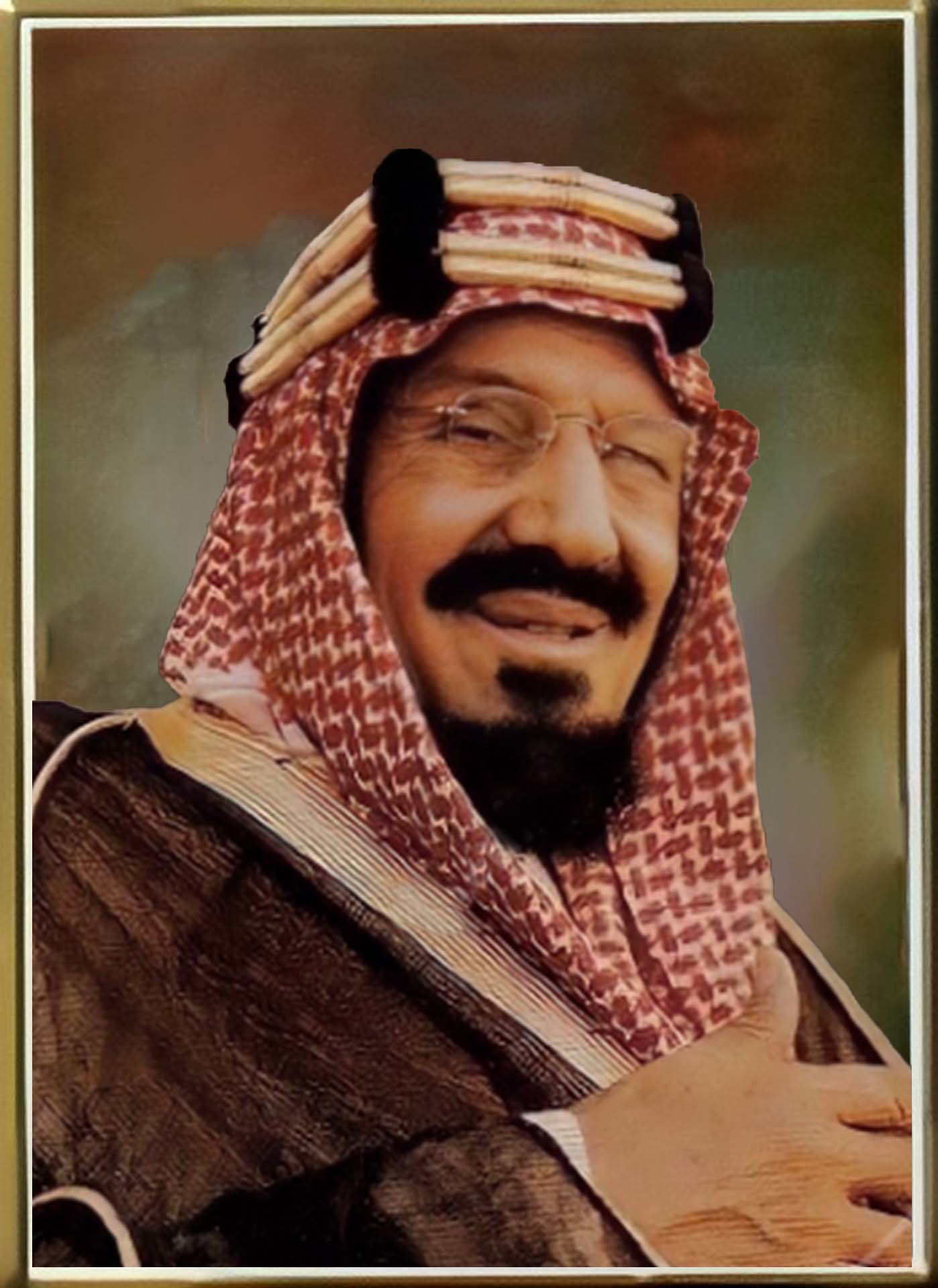
الملك عبدالعزيز آل سعود مؤسس المملكة العربية السعودية

دخلت المدينة المنورة في ظل الدولة السعودية في يوم الجمعة 4 ديسمبر 1925 م الموافق 19 جمادى الأولى عام 1344 للهجرة، وذلك عندما سلمها القادة الهاشميون بناء على اتفاق خاص مع الملك عبد العزيز آل سعود، وقد شهدت المدينة المنورة في العصر السعودي الحديث أزهى عصورها من حيث أعمال التوسعة والعمران، وشهدت تقدماً في جوانبها السياسية والاقتصادية والاجتماعية، حيث وفرت الدولة السعودية الأمان لسكان المدينة بعد أن كان مفقوداً بسبب غارات القبائل، ولعل أبرز ما قامت به الحكومة السعودية للمدينة المنورة هي توسعة المسجد النبوي، إذ تمت تمت التوسعة السعودية الأولى في عهد الملك عبد العزيز خلال عامي 1952م - 1955م الموافق 1372 هـ - 1375 هـ، حيث بلغت مساحة المسجد النبوي بعد التوسعة 16,327 متر مربع بزيادة تصل إلى 58% بالنسبة لمساحة المسجد النبوي السابقة والتي كانت تبلغ 10,303 متر مربع. تلى ذلك التوسعة السعودية الثانية في عهد الملك فهد بن عبد العزيز بين عامي 1985م - 1994م الموافق 1406 هـ - 1414 هـ حيث وضع الملك فهد حجر الأساس يوم الجمعة 2 نوفمبر 1984م الموافق 7 صفر 1405هـ. وقد بلغت مساحة المسجد النبوي 98,327 متر مربع بزيادة قدرها 502% بالنسبة للتوسعة السعودية الأولى و 235,000 متر مربع ساحات محيطة بالمسجد النبوي. حيث ساهمت هذه التوسعة بزيادة الطاقة الاستيعابية للمصلين كثيرًا داخل المسجد، فبعد أن كان المسجد النبوي يستوعب حوالي 58000 مصلٍ دون مساحة الساحات المحيطة بالمسجد، فقد أصبح يستوعب حوالي 707.000 مصل وتصل إلى مليون مصل في أوقات الذروة.

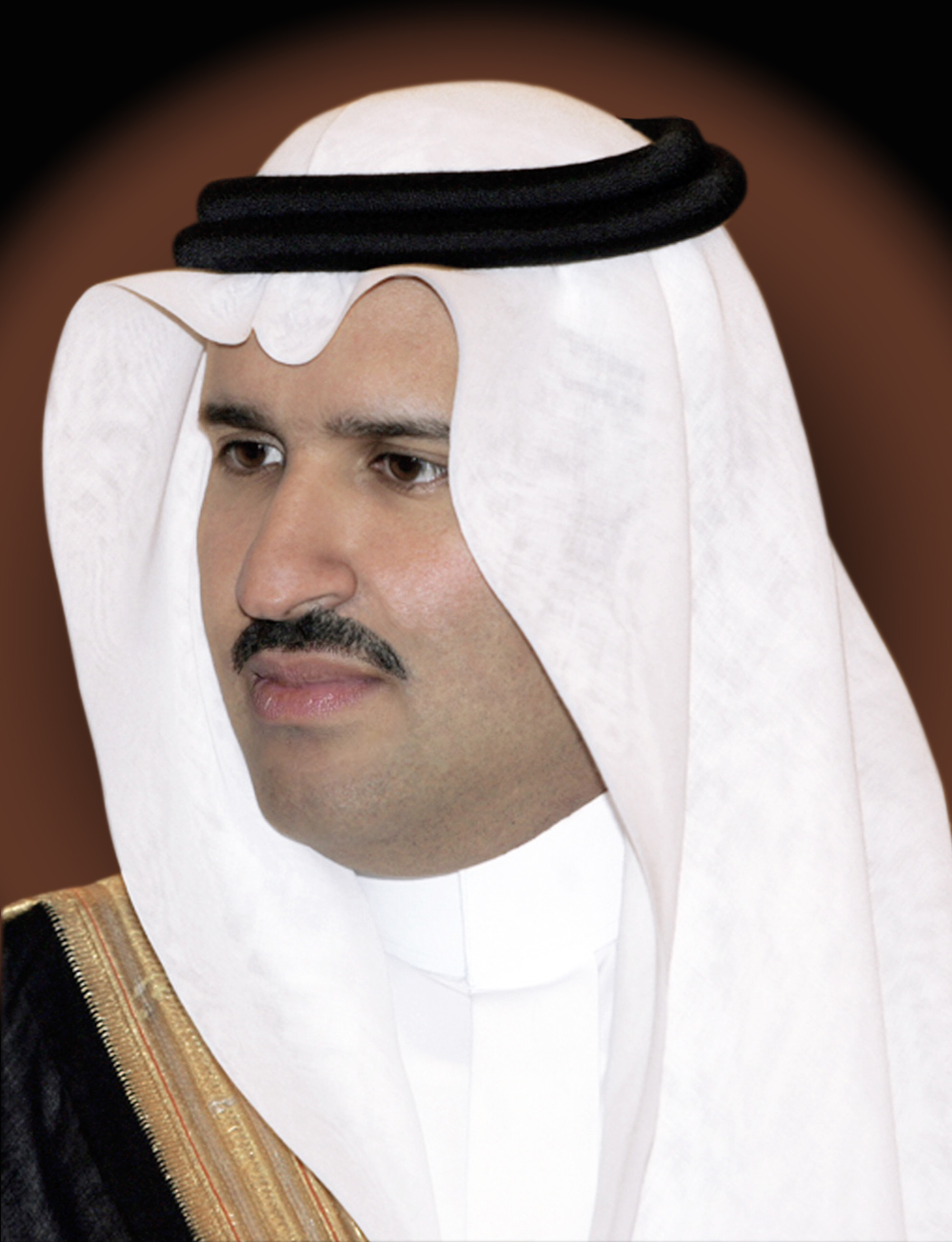
الأمير فيصل بن سلمان آل سعود أمير منطقة المدينة المنورة

تعتبر المدينة المنورة حاليا مقرا لإمارة منطقة المدينة المنورة والتي تم اعتمادها في 1351هـ. وتضم أمارة منطقة المدينة المنورة بالاضافة للمدينة المنورة 8 محافظات أخرى، وهي: ينبع، العلا، بدر، الحناكية، مهد الذهب، خيبر، العيص، وادي الفرع. تعاقب على أمارة المدينة المنورة منذ عهد النبي محمد حتى عهد الدولة السعودية مايقارب 500 أمير حسب قائمة أمراء وحكام المدينة المنورة. كان أولهم مصعب بن عمير، وآخرهم الأمير فيصل بن سلمان بن عبد العزيز آل سعود منذ عام 1434هـ حتى الآن.

## الجغرافيا

### المناخ
تتميز المدينة المنورة بمناخ جاف، إذ يسود بها المناخ الصحراوي، والذي يتميز بالجفاف وقلة سقوط الأمطار، ودرجات حرارة عالية تتراوح بين 30° و45° مئوية في فصل الصيف، أما في فصل الشتاء فيكون الجو ممطراً، ويكثر هطول المطر في شهر أبريل مع إمكانية هطوله في شهور ديسمبر، ويناير، ومارس، ويتراوح متوسط درجات الحرارة عندئذ بين 10° و25° مئوية. أما الرطوبة فهي منخفضة في معظم أوقات السنة، ومتوسط معدلها يصل إلى 22%، وترتفع في فترات سقوط الأمطار إلى 35%، وتنخفض في فصل الصيف لتصل إلى حوالي 14% فقط، وتهب على المدينة المنورة رياح جنوبية غربية وتكون في الغالب حارة وجافة، ويبلغ متوسط سرعتها ما بين 5 و8 عُقد في الساعة.
| البيانات المناخية لـلمدينة المنورة | البيانات المناخية لـلمدينة المنورة | البيانات المناخية لـلمدينة المنورة | البيانات المناخية لـلمدينة المنورة | البيانات المناخية لـلمدينة المنورة | البيانات المناخية لـلمدينة المنورة | البيانات المناخية لـلمدينة المنورة | البيانات المناخية لـلمدينة المنورة | البيانات المناخية لـلمدينة المنورة | البيانات المناخية لـلمدينة المنورة | البيانات المناخية لـلمدينة المنورة | البيانات المناخية لـلمدينة المنورة | البيانات المناخية لـلمدينة المنورة | البيانات المناخية لـلمدينة المنورة |
| الشهر                              | يناير                              | فبراير                             | مارس                               | أبريل                              | مايو                               | يونيو                              | يوليو                              | أغسطس                              | سبتمبر                             | أكتوبر                             | نوفمبر                             | ديسمبر                             | المعدل السنوي                      |
| ---------------------------------- | ---------------------------------- | ---------------------------------- | ---------------------------------- | ---------------------------------- | ---------------------------------- | ---------------------------------- | ---------------------------------- | ---------------------------------- | ---------------------------------- | ---------------------------------- | ---------------------------------- | ---------------------------------- | ---------------------------------- |
| الدرجة القصوى °م (°ف)              | 32.0 (89.6)                        | 35.5 (95.9)                        | 40.0 (104.0)                       | 41.4 (106.5)                       | 46.0 (114.8)                       | 47.0 (116.6)                       | 47.5 (117.5)                       | 46.5 (115.7)                       | 46.4 (115.5)                       | 41.5 (106.7)                       | 36.0 (96.8)                        | 32.2 (90.0)                        | 47.5 (117.5)                       |
| متوسط درجة الحرارة الكبرى °م (°ف)  | 23.6 (74.5)                        | 26.1 (79.0)                        | 30.2 (86.4)                        | 33.9 (93.0)                        | 38.9 (102.0)                       | 41.7 (107.1)                       | 39.3 (102.7)                       | 42.2 (108.0)                       | 41.0 (105.8)                       | 36.4 (97.5)                        | 29.7 (85.5)                        | 25.0 (77.0)                        | 34.0 (93.2)                        |
| المتوسط اليومي °م (°ف)             | 17.7 (63.9)                        | 19.9 (67.8)                        | 23.8 (74.8)                        | 27.6 (81.7)                        | 32.2 (90.0)                        | 35.8 (96.4)                        | 36.0 (96.8)                        | 35.9 (96.6)                        | 34.4 (93.9)                        | 29.4 (84.9)                        | 23.4 (74.1)                        | 19.0 (66.2)                        | 27.9 (82.3)                        |
| متوسط درجة الحرارة الصغرى °م (°ف)  | 10.6 (51.1)                        | 11.3 (52.3)                        | 15.4 (59.7)                        | 19.8 (67.6)                        | 23.9 (75.0)                        | 26.5 (79.7)                        | 26.4 (79.5)                        | 27.7 (81.9)                        | 25.1 (77.2)                        | 20.9 (69.6)                        | 15.2 (59.4)                        | 11.9 (53.4)                        | 19.6 (67.2)                        |
| أدنى درجة حرارة °م (°ف)            | 1.0 (33.8)                         | 5.0 (41.0)                         | 7.0 (44.6)                         | 11.5 (52.7)                        | 14.0 (57.2)                        | 21.7 (71.1)                        | 22.0 (71.6)                        | 23.0 (73.4)                        | 18.2 (64.8)                        | 11.6 (52.9)                        | 9.0 (48.2)                         | 3.0 (37.4)                         | 1.0 (33.8)                         |
| الهطول مم (إنش)                    | 8.0 (0.31)                         | 1.2 (0.05)                         | 8.3 (0.33)                         | 11.9 (0.47)                        | 4.6 (0.18)                         | 0.4 (0.02)                         | 0.2 (0.01)                         | 0.3 (0.01)                         | 0.1 (0.00)                         | 1.1 (0.04)                         | 9.2 (0.36)                         | 3.8 (0.15)                         | 49.1 (1.93)                        |
| متوسط الأيام الممطرة               | 0.9                                | 0.6                                | 1.2                                | 2.5                                | 1.1                                | 0.2                                | 0.1                                | 0.4                                | 0.1                                | 0.6                                | 2.1                                | 1.1                                | 10.9                               |
| متوسط الرطوبة النسبية (%)          | 38                                 | 34                                 | 28                                 | 26                                 | 17                                 | 13                                 | 16                                 | 17                                 | 17                                 | 21                                 | 36                                 | 40                                 | 25                                 |
| المصدر: NOAA (1961–1990)           |                                    |                                    |                                    |                                    |                                    |                                    |                                    |                                    |                                    |                                    |                                    |                                    |                                    |

### الجيولوجيا

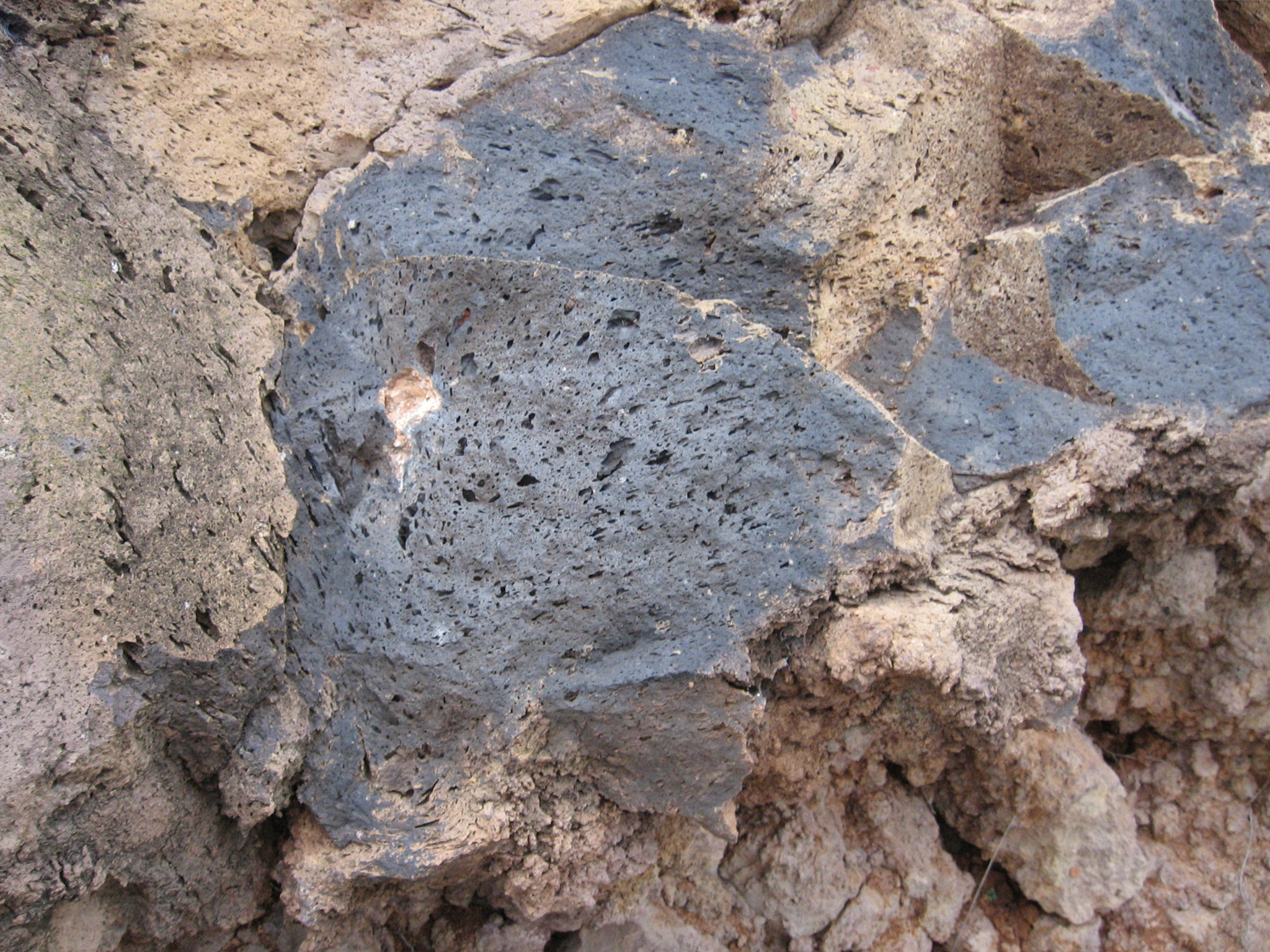
البازلت، أحد المكونات الجيولوجية الأساسية في المدينة.

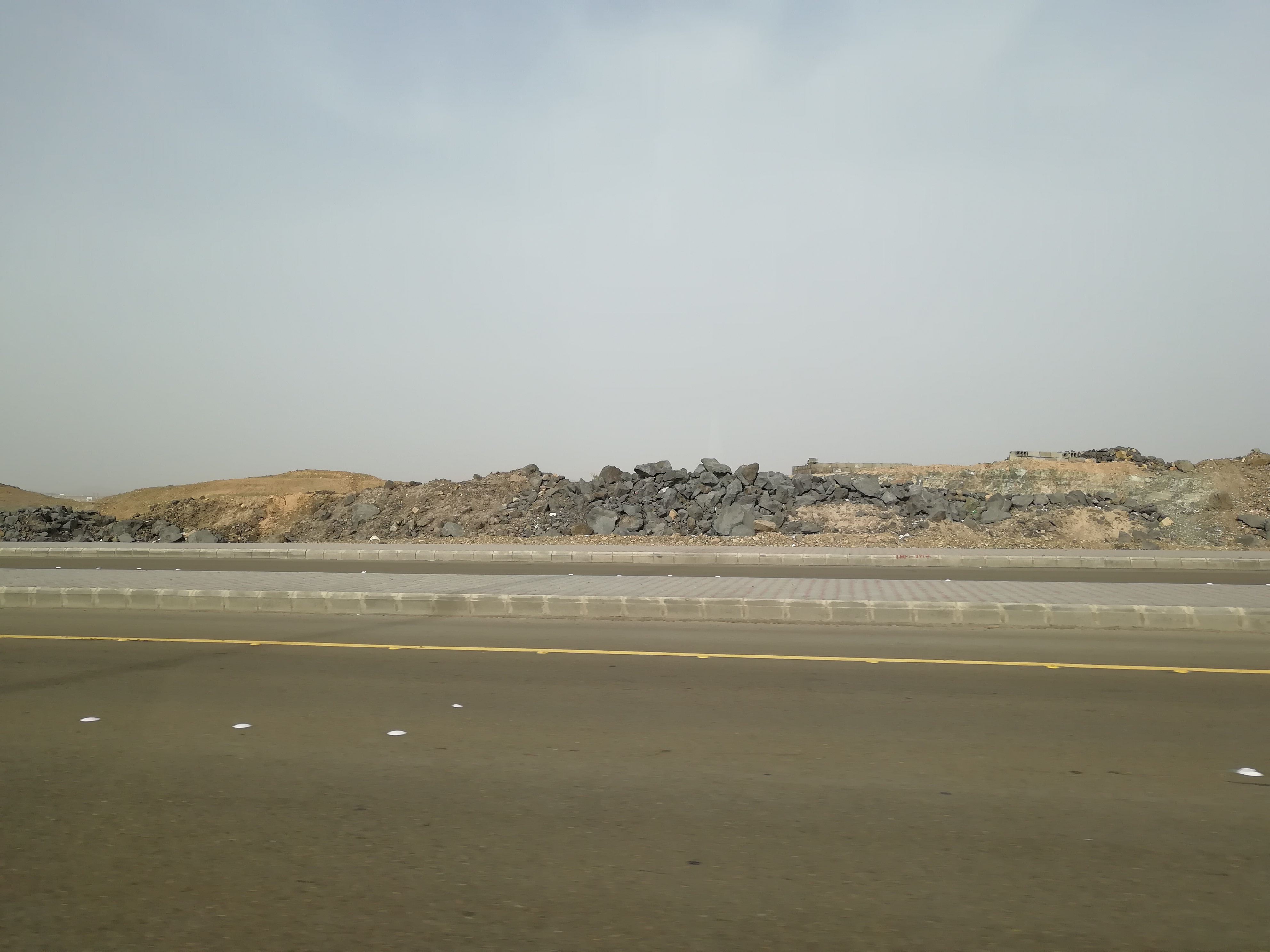
حرة المدينة بطريق المطار

تقع معظم المدينة في تجويف رباعي يمتد نحو الجنوب، وتحده صخور البازلت من الشرق والغرب والجنوب، وتوجد عدة تكوينات جيولوجية أخرى حول التجويف الرباعي تعود إلى عصر ما قبل الكمبري، وأحياناً تختلط هذه الصخور مع صخور بركانية وأحجار مسامية من الرماد البركاني وأحجار الشظايا الأفقية المتلاحمة.
يتألف التكوين الرباعي من الرمل والطمي والغِرْين والصلصال، والذي نشأ أساساً من تفتت الصخور المنقولة إلى الوديان من التكوينات البركانية القديمة وتكوينات ما قبل الكمبري. تُوجد في غرب المدينة المنورة مجموعة من الصدوع على هيئة أنصاف دوائر، ويكون اتجاه وانحدار هذه الصدوع نحو الشرق والجنوب الشرقي، كما يوجد في شمال المدينة عدد من الأراضي ذات ملوحة عالية ليست ملائمة للزراعة مباشرة.
توجد في أقصى جنوب المدينة تكوينات ثلاثية ورباعية من صخور البازلت والأندسايت وتنتشر هذه التكوينات في المنطقة التي يُطلق عليها اسم «حرة رهاط» مع امتدادات نحو الشمال على شكل أذرع تطوق التجويف الرباعي نحو الشرق والغرب، ويمكن ملاحظة أن الذراع الغربي، «الحرة الغربية»، أضيق من الذراع الشرقي، «الحرة الشرقية»، والذي يمتد بشكل أكبر نحو الشرق موازياً للسهل الشمالي. ويُعتقد بأن أحدث المسكوبات البركانية في المدينة المنورة حدثت في القرن السابع الهجري، وتوجد هذه المسكوبات على هيئة طبقات فقاعية من خبث البراكين المختلطة بالصلصال الأصفر والأبيض، وتوجد هناك أيضاً طبقات سميكة من البازلت يصل عمقها إلى 200 متر في بعض المناطق في جنوب المدينة، كما يوجد الغرين شبه البازلتي في مناطق كثيرة ما عدا القمم القاعدية.

### التربة
تتشكل تربة المدينة المنورة من الغرين والطمي والرمل الحصوي بالإضافة إلى الصخور الجرداء، وفي جنوب المدينة ينعدم الرمل بسبب تواجد الصخور القديمة والتي تتحول إلى طمي بفعل التعرية العادية، وهذا ما جعل منطقة جنوب المدينة أكثر المناطق فاعلية للزراعة من شمالها. أما معظم المنطقة العمرانية في قلب المدينة فتقع على تربة ثقيلة النسيج. الجدول التالي يوضح أنواع التربة في المدينة المنورة:
| نوع التربة               | الموقع                    | المساحة (بالهكتار) | تفاصيل أخرى |
| ------------------------ | ------------------------- | ------------------ | --- |
| تربة صلصالية ثقيلة       | قباء، العوالي             | 1192               | تحتوي على بعض الأملاح، ولكن من السهل استصلاحها، وتمثل نسبة 19.1% من مساحة الأراضي غير الصخرية في المدينة. |
| تربة صلصالية خفيفة صفراء | حي العيون سيد الشهداء     | 408                | تحتوي على بعض الطفل، ولهذا فهي ملائمة للزراعة، وتمثل 6.5% من مساحة الأراضي غير الصخرية في المدينة. |
| التربة الغرينية          | وادي العقيق               | 55                 | توجد على جوانب الأودية وفي بطونها، وهي تربة تجدد خصوبتها مع كل فصل ممطر، وغالباً ما تكون مهددة بالانجراف نتيجة للسيول، مما يجعل قطاعاتها الرأسية صغيرة، وكثيراً ما يستغل مزارعو المنطقة هذه التربة لاستصلاح مزارعهم البعيدة عن مجاري الأودية، وتمثل نسبة 0.9% من المساحة الكلية للأراضي غير الصخرية. |
| تربة رملية               | أبيار علي الجرف           | 3786               | يسود الرمل الحصوي في هذه التربة، حيث يزداد عمق التكوينات الرملية، وهذه التربة غير قابلة للزراعة نظراً لعدم توافر الطمي والطفل، وشدة مساميتها التي تساعد على تسرب الماء بعيداً عن جذور النباتات، وتمثل نسبة 60.7% من المساحة الإجمالية للأراضي غير الصخرية للمدينة.                                   |
| تربة ملحية               | شمال جبل سلع، جنوب العيون | 800                | تتميز هذه التربة بانخفاضها، ولهذا تتجمع فيها مياه الأمطار لتتبخر بعد الفصل الممطر، تاركة الأملاح على سطحها مما يجعلها غير صالحة للزراعة، وتمثل نسبة 12.8% من المساحة الكلية للأراضي غير الصخرية في المدينة.                                                                                        |

### الجبال
تضم المدينة المنورة الكثير من الجبال، وفيما يلي أبرز جبال المدينة:
- جبل أحد: من أهم معالم المدينة المنورة، يقع شمال المسجد النبوي على بعد 4 كيلومترات،[68] ويمتد جبل أحد كسلسلة جبلية من الشرق إلى الغرب، وقد نسب إليه اسم لغزوة أحد.[69]
- جبل الراية: هو أحد جبال المدينة، سُمي بهذا الاسم لأنه كان يعرض فيه الجيش الإسلامي، ويُعطي النبي قائد الجيش الراية.[70]
- جبال الجماوات: من جبال المدينة، وهي ثلاثة جبال غير كبيرة تقع في الجهة الغربية من المدينة المنورة على امتداد قسم من وادي العقيق.[71]
- جبل الرماة: هو جبل صغير يقع بجانب جبل أحد،[72] واشتهر بسبب حادثة عصيان بعض الرماة لأوامر النبي محمد في غزوة أحد.[73]
- جبل سلع: هو جبل يقع غربي المسجد النبوي على بعد 500 متر،[74] يبلغ طوله حوالي 1000 متر، وارتفاعه 80 متراً وعرضه ما يقارب 500 متر ويمتد من الشمال إلى الجنوب.[75]
- جبل عير: هو جبل أسود مستقيم القمة تقريباً، يقع جنوب المدينة وشرق وادي العقيق، ويبعد عن المسجد النبوي 8 كيلومترات تقريباً.[76]
- جبل الأغوات: أحد جبال المدينة، سمي بهذا الاسم لأن الأغوات اشتروه ليحتموا من أهل المدينة المنورة أثناء الفتنة التي وقعت بينهم وبين أهل المدينة عام 1117 للهجرة.
- جبل قريظة: ويعرف أيضا بجبل البركان هو أحد جبال المدينة المنورة ويقع في الجنوب الشرقي للمدينة. سمي بهذا الاسم لأنها وقعت فيه غزوة بني قريظة والتي قادها النبي محمد في السنة الخامسة للهجرة.
- جبل المستندر: وهو جبل صغير لا يتجاوز ارتفاعه (5 متر) شمال المدينة المنورة بجوار مركز الداودية.
- جبل أعظم: أحد جبال المدينة المنورة الكبيرة، ويقع شمال ذات الجيش بمسافة (3 كم).
- جبل ثور: هو جبل صغير يقع خلف جبل أحد، وهو حد المدينة المنورة من الجهة الشمالية. ويبعد عن المسجد النبوي حوالي (8 كم).

### الأودية
تضم المدينة المنورة الكثير من الأودية الشهيرة، فيما يلي أبرزها:
| اسم الوادي   | التفاصيل |
| ------------ | --- |
| وادي العقيق  | من أشهر أودية المدينة المنورة، تتجمع مياهه من منطقة النقيع التي تبعد عن المدينة أكثر من مائة ميل جنوباً ويسير إلى مشارف المدينة حتى يصل إلى جبل عير، ويُسمى هذا الجزء منه العقيق الأقصى، ثم يسير غربي جبل عير ويمر بذي الحليفة، وينعطف بع ذلك في اتجاه الشرق حتى يلتقي بوادي بطحان قرب منطقة القبلتين ثم يسير باتجاه الشمال الشرقي قليلاً ثم شمالاً فيلتقي بوادي قناة القادم من شرقي المدينة عند منطقة زغابة. |
| وادي بطحان   | أحد أبرز أودية المدينة يسير من جنوبها وحتى غربها، وقد ورد اسمه في حديث النبي محمد فقال: "أن وادي بطحان على ترعة من ترع الجنة"، وقد روي أن النبي توضأ من هذا الوادي يوم غزوة الأحزاب. |
| وادي الروحاء | أحد أودية المدينة، يقع بين مكة والمدينة، فيها بئر معروفة قديماً باسم " بئر الروحاء" وكان النبي محمد ينزل بها إذا أراد العمرة أوالحج أو عند رجوعه من بعض الغزوات. |

### حدود الحرم
تقع حدود الحرم للمدينة المنورة ضمن المنطقة مابين جبل عير جنوبا ومن الشمال جبل أو جبيل ثور ومن الشرق الحرة الشرقية ومن الغرب الحرة الغربية. ويقصد بحدود الحرم المنطقة التي يحرم فيها الصيد وقطع الأشجار ودخول غير المسلمين لها.

## السكان

### سكان المدينة المنورة قديمًا

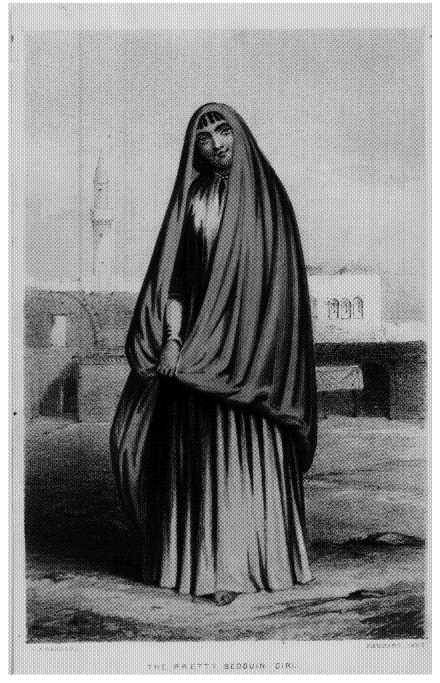
رسم لامرأة من سكان المدينة المنورة قديمًا.

بلغ عدد سكان المدينة المنورة في آخر فترة قبل الإسلام ما بين 12 و15 ألف نسمة، ولما هاجر المسلمون الأوائل من مكة إلى المدينة تغيرت المعادلة السكانية، ومرت بمراحل مد وجزر، إذ وفدت إليها مجموعات قبلية، وأفراد من مكة والبادية، وكان النبي محمد قد أجلى عنها من بقي من اليهود، وقد بلغ عدد سكانها أيام وفاة النبي حوالي ثلاثين ألف نسمة.
وخلال عهد الخلفاء الراشدين خرجت مجموعات كبيرة إلى حروب الردة والفتوحات الإسلامية، استشهد كثيرون منهم، وأقام آخرون في المجتمعات الإسلامية الجديدة في بلاد الشام والعراق ومصر، مما أنقص عدد السكان عدة آلاف، وفي العهد العباسي بدأ عدد السكان يتناقص تدريجياً، إذ قُدّر عدد السكان وقتها بثلاثة آلاف تقريباً، كما يُستدل من السور الذي بني حول المدينة في منتصف القرن الثالث الهجري، وكان ذلك التناقص نتيجة كثرة الفتن، واضطراب الأحوال الأمنية، وسوء الأحوال الاقتصادية يومها، وفي القرن السادس الهجري ازداد عدد السكان، ولم تعد تتسع لهم المنطقة المحصورة داخل السور، وبنى لهم نور الدين زنكي سوراً ثانياً بلغ طوله أكثر من ضعف السور الأول، مما يدل على أن عدد السكان قد زاد عن ستة آلاف نسمة.
ومع بداية العهد العثماني ازداد عدد سكان المدينة ووصل في القرن الثالث عشر الهجري إلى عشرين ألف نسمة تقريباً، وفي القرن الرابع عشر الهجري ازداد عدد سكان المدينة عند وصلها بسكة حديد الحجاز، ووصل إلى ثمانين ألفاً، لكنه عاد وانخفض انخفاضاً حاداً عندما قامت الحرب العالمية الأولى، وأجبر معظم أهل المدينة على الخروج منها فيما عرف باسم سفر برلك، حتى لم يعد فيها من أهلها إلا العشرات بسبب الصراع بين العثمانيين والهاشميين، ومع انتهاء الحرب العالمية الأولى وخروج العثمانيين؛ عاد إلى المدينة عدد من أهلها، واستقر الباقون في الأماكن التي هاجروا إليها.

### سكان المدينة المنورة حديثًا
شهدت المدينة المنورة في العقود الثلاثة الأخيرة تضاعفا كبيرا في عدد سكانها، فبلغ حسب إحصاءات عام 1999 حوالي 856 ألف نسمة ينتمون إلى قبائل وأعراق مختلفة، بعضهم من أهل المدينة المقيمين فيها منذ قرون طويلة، وبعضهم من الوافدين إليها من أنحاء المملكة العربية السعودية ومن مختلف دول العالم للاستيطان بها، وبعضهم من القادمين من البلاد العربية والإسلامية للعمل، ويتوزع السكان في ثلاث دوائر عمرانية مركزها المسجد النبوي، ومحيطها الأخير خلف جبل أحد شمالاً وذي الحليفة (أبيار علي) غرباً ووادي بطحان جنوباً والعاقول شرقاً.
يُقدر عدد سكان المدينة المنورة حالياً بحوالي 1,152,991 نسمة، ونتيجةً للتطورات العمرانية توزع السكان على أحياء المدينة وتغيرت الكثافة السكانية فيها، فتضاعف عددهم في الأحياء الداخلية حول المسجد النبوي بسبب إعادة عمران المنطقة، والتوجه نحو تأمين مناطق سكنية وتجارية تخدم الزوار فيها، وازدادت في المناطق التالية: قربان، قباء، الحرة الشرقية، الحرة الغربية، وفي أطراف المدينة مثل أبيار علي، ومنطقة العاقول، ومنطقة سيد الشهداء.
وإضافة إلى المقيمين الدائمين في المدينة يفد إليها أعداد كبيرة من الزوار في المواسم الدينية، وخاصة في شهر رمضان وموسم الحج، ويبلغ عددهم قرابة المليون، يمكثون فيها على دفعات متتالية، أياماً وأسابيع قليلة ثم يعودون إلى بلادهم.

### التكافل الاجتماعي
دار الأيتام في المدينة المنورة
"تعد دار التربية في المدينة المنورة أول دار تنشأ في المملكة العربية السعودية لرعاية الأيتام، وتعود أسباب نشأة هذه الدار إلى عام (1351هـ) عندما ساءت الأحوال الاقتصادية في المدينة المنورة وما حولها من البوادي جراء انقطاع المطر وجفاف الأعشاب وهلاك الماشية، فهاجر العديد من أبناء البادية قاصدين المدينة المنورة، وشملت الهجرة الصغار والكبار، ومن هنا فكر الشيخ عبد الغني دادا -يرحمه الله- وهو أحد تجار المدينة المنورة بمساعدتهم، وقام بتقديم الطعام والشراب لهم، وبزغت فكرة وجود دار لإيواء أبناء البادية ومن مات أبوه منهم، وكتب الشيخ دادا إلى الملك عبد العزيز يطلب الإذن بفتح الدار، ولقد وصل رد الملك عبد العزيز سريعا بالموافقة على ذلك، وشكر الشيخ على عاطفته النبيلة.ولقد افتتحت الدار في محرم من عام (1352هـ) وسميت (دار أيتام الحرمين الشريفين والصنائع الوطنية)".
وفي مايو 2024 أصبحت "المدينة المنورة" أول مدينة صديقة للتوحد في الشرق الأوسط والرابعة عالمياً بعد توقيع اتفاقية بين جمعية "تمكن" للتوحد مع البورد الأميركي للاعتماد الدولي ومعايير التعلم المستمر IBCCES.

## أحياء المدينة المنورة
تنقسم المدينة المنورة إلى خمسة وعشرين حيًا إداريًا هي:
- حي سيد الشهداء
- حي الأغوات
- حي باب المجيدي
- حي الساحة
- حي باب الشامي
- حي التاجوري
- حي الحرة الشرقية
- حي الحرة الشمالية الشرقية
- حي الحرة الغربية
- حي زقاق الطيار
- حي العنبرية
- حي العيون
- حي الجرف
- حي قباء
- حي العوالي
- حي المناخة
- حي المنشية
- حي العنابس
- حي آبار علي
- حي الدويمة
- حي الجبور
- حي البحر
- حي المستراح
- حي العزيزية
- حي الدعيثة
- وادي رانوناء
- حي النصر
- حي الربوة
- حي الجبور
- حي العصبة
- حي القبلتين
- حي السلام

## معالم المدينة المنورة

### المساجد التاريخية

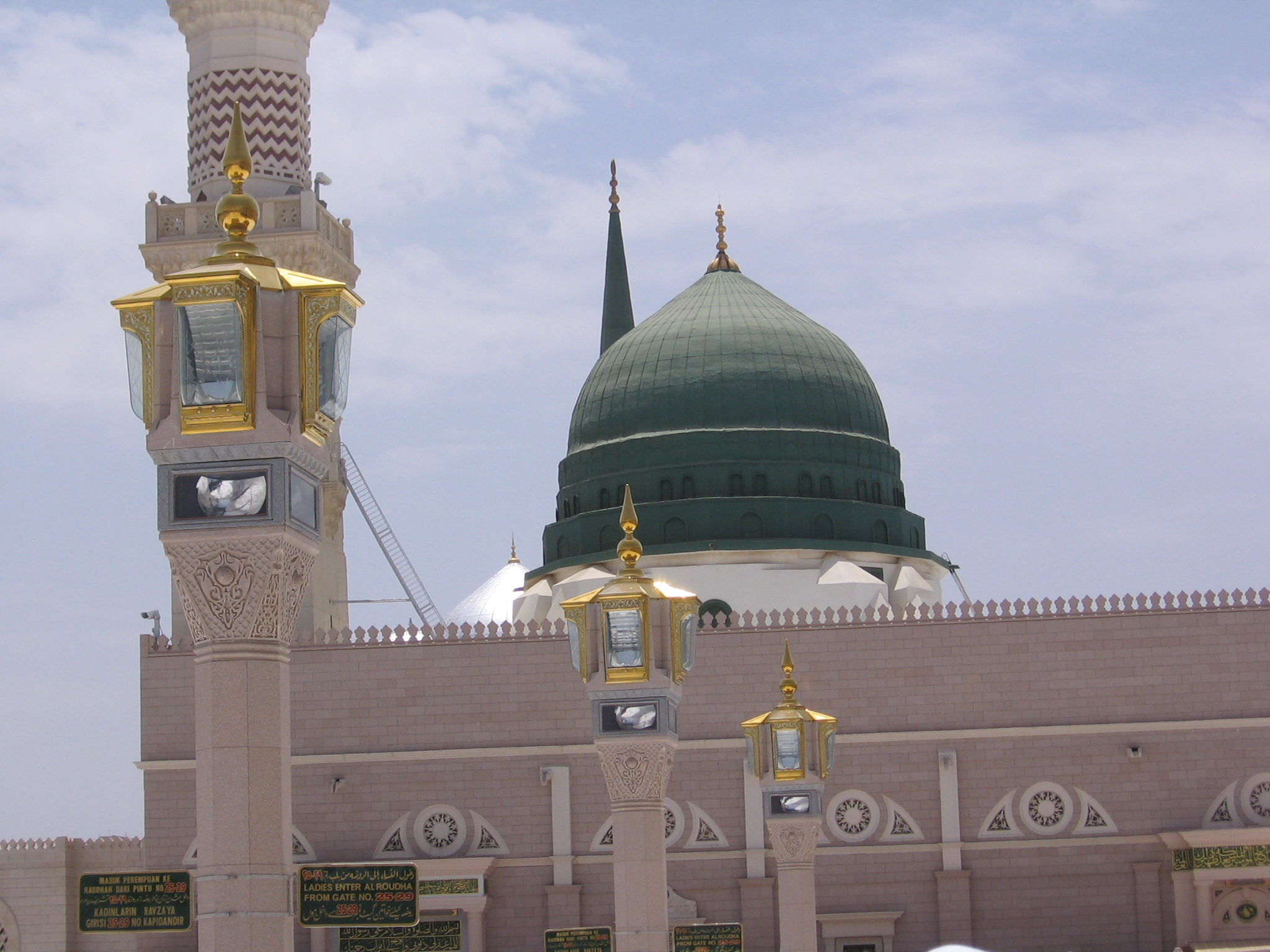
صورة المسجد النبوي ويظهر فيها القبة الخضراء

تضم المدينة المنورة الكثير من المساجد المتنوعة، منها ما هو أثري وقديم، ومنها ما هو حديث، وفيما يلي بعض أبرز مساجد المدينة:
المسجد النبوي: هو مسجد النبي محمد بن عبد الله، ثاني أقدس دور العبادة بالنسبة للمسلمين بعد المسجد الحرام بمكة المكرمة، وهو أحد ثلاث مساجد تشد لها الرحال في الإسلام. يقع المسجد النبوي في قلب المدينة المنورة، وهو المكان الذي بركت فيه ناقة النبي محمد عندما جاء إلى المدينة مهاجراً. الشكل العام للمسجد مستطيل الشكل، ويتكون من عشرة مآذن. يضم المسجد النبوي العديد من المعالم، من أبرزها منبر النبي، الروضة، الحجرة، الحائط المخمس، والقبة الخضراء والتي يوجد تحتها قبر النبي.

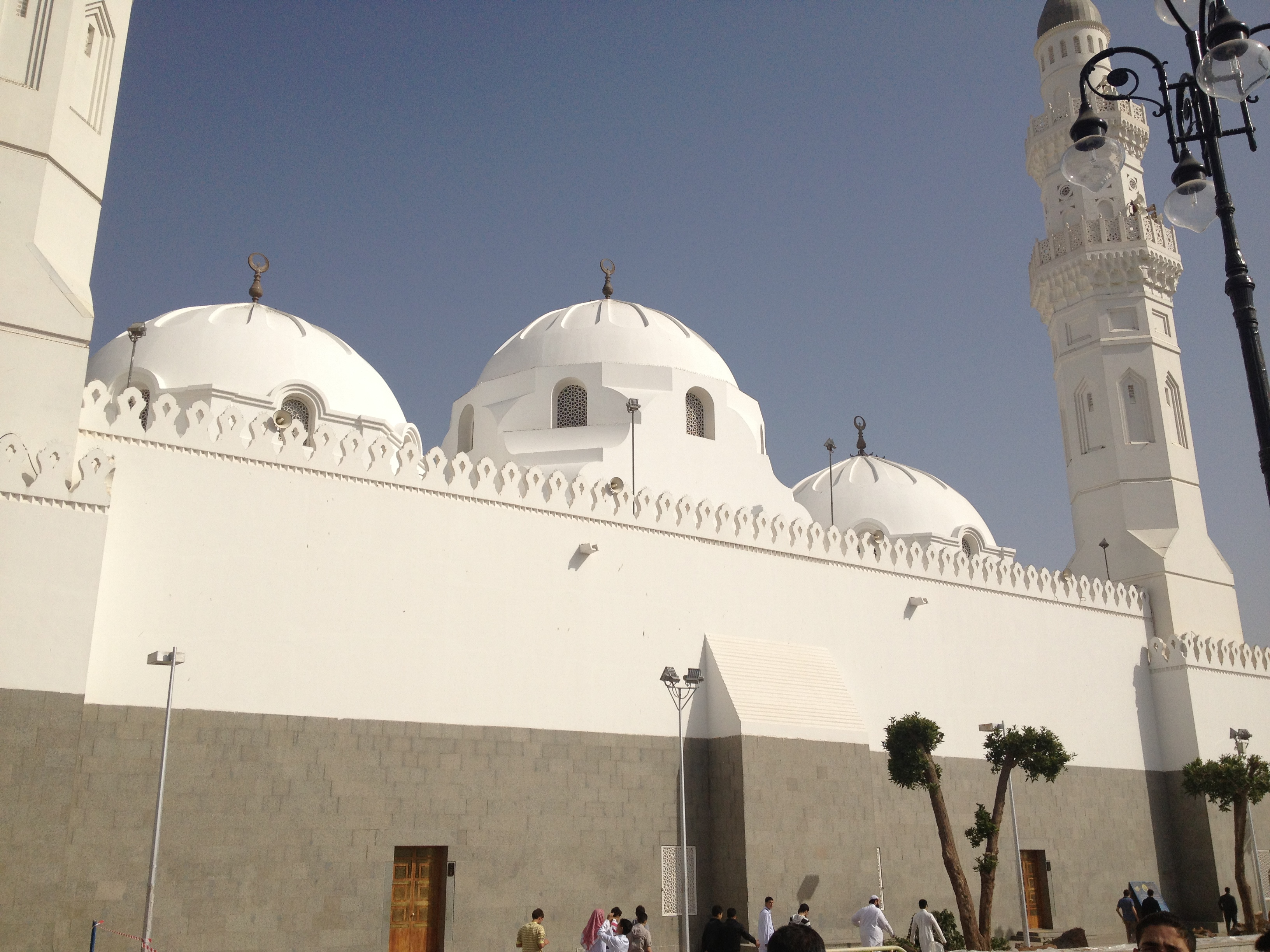
مسجد قباء

مسجد قباء: هو أول مسجد بُني في عهد النبي محمد، يقع جنوب المدينة المنورة، ويبعد عن المسجد النبوي حوالي 5 كيلومترات، فيه بئر تُنسب لأبي أيوب الأنصاري، وكان فيه مبرك الناقة، وقد شارك النبي في بناء المسجد وذلك في طريقه إلى المدينة أثناء هجرته، وقد أكمل المسلمون بناؤه بعد ذلك، وفي العصر السعودي الحديث تم توسعة المسجد حيث بلغت مساحة المصلى وحده حوالي 5035 م² بعد أن كانت 1600 م² فقط، وأصبحت المساحة الكلية للمسجد ومرافقه ما يُقارب 13500 م².

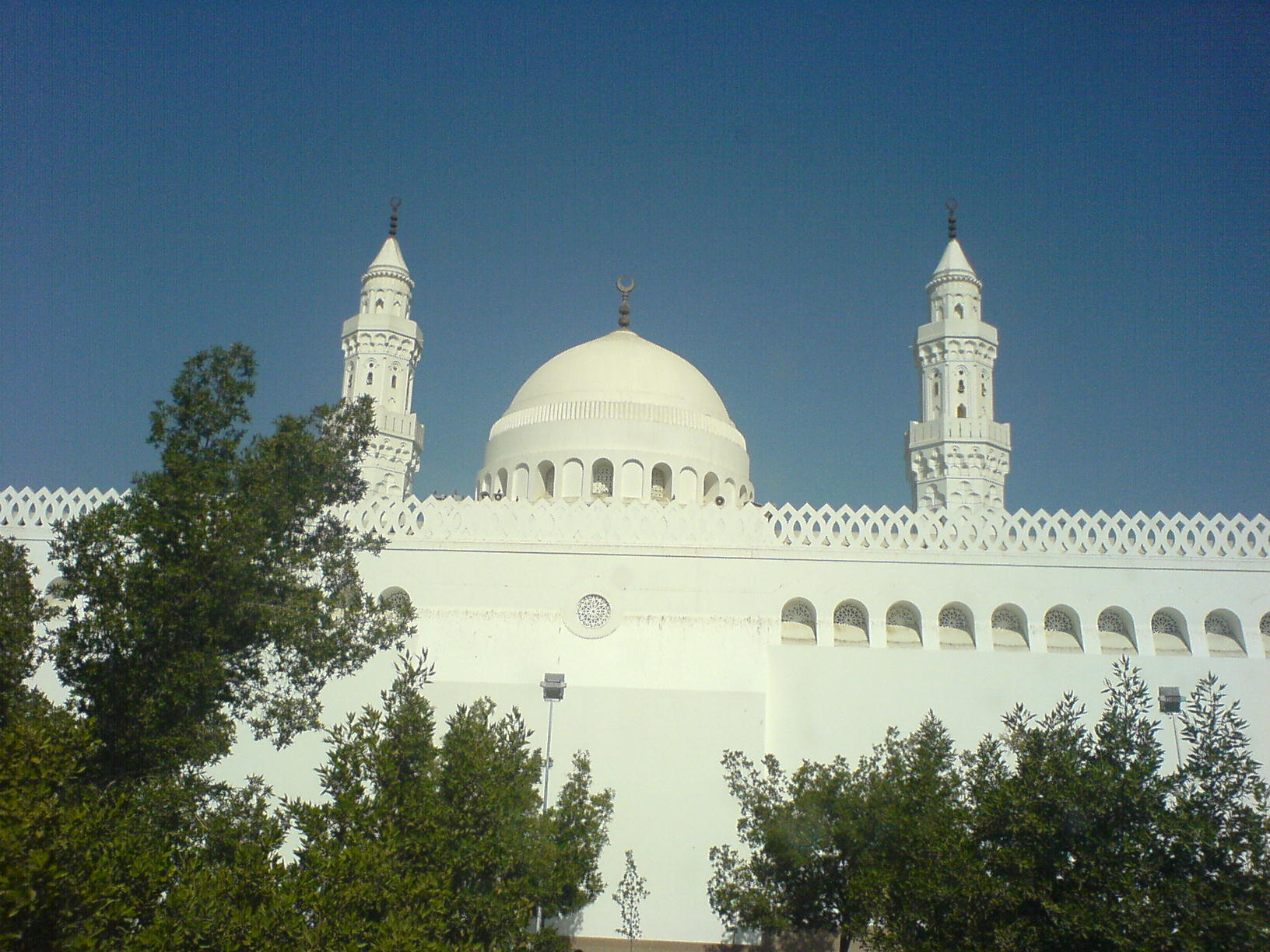
مسجد القبلتين

مسجد القبلتين: من أهم معالم المدينة، يقع في الاتجاه الجنوب الغربي من بئر رومة قرب وادي العقيق وفوق هضبة مرتفعة، ويبعد عن المسجد النبوي حوالي خمسة أميال في الاتجاه الشمالي الغربي، وسُمي بمسجد القبلتين لأن الصحابة صلوا فيه صلاة واحدة إلى قبلتين وذلك أن القبلة كانت آنذاك إلى بيت المقدس، وفي العام الثاني للهجرة جاءت آية تحويل القبلة إلى المسجد الحرام، فأرسل النبي محمد أحد الصحابة ليبلغ المسلمين في أطراف المدينة، وعندما جاء الصحابي والناس يصلون، أخبرهم الخبر فتحولوا وهم في صلاتهم إلى القبلة الجديدة، وتبلغ المساحة الإجمالية الحالية للمسجد حوالي 3920 م².
المساجد السبعة: وهي من أهم المعالم التي يزورها القادمون إلى المدينة المنورة، وهي مجموعة مساجد صغيرة عددها الحقيقي ستة وليس سبعة ولكنها اشتهرت بهذا الاسم، نظراً لإضافة البعض لمسجد القبلتين ضمن هذه المساجد، وذلك لأن من يزورها يزور ذلك المسجد أيضاً في نفس الرحلة فيصبح عددها سبعة. تقع هذه المساجد الصغيرة في الجهة الغربية من جبل سلع عند جزء من الخندق الذي حفره المسلمون في عهد النبي محمد للدفاع عن المدينة المنورة عندما زحفت إليها قريش والقبائل المتحالفة معها في السنة الخامسة للهجرة، ويُروى أنها كانت مواقع مرابطة ومراقبة في تلك الغزوة وقد سُمي كل مسجد باسم من رابط فيه، عدا مسجد الفتح الذي بُني في موقع قبة ضُربت للنبي محمد.
مسجد الفتح: هو أكبر المساجد السبعة، مبني فوق رابية في السفح الغربي لجبل سلع، وسُمي بهذا الاسم لأنه كان خلال غزوة الأحزاب مصلى للنبي محمد وللصحابة.

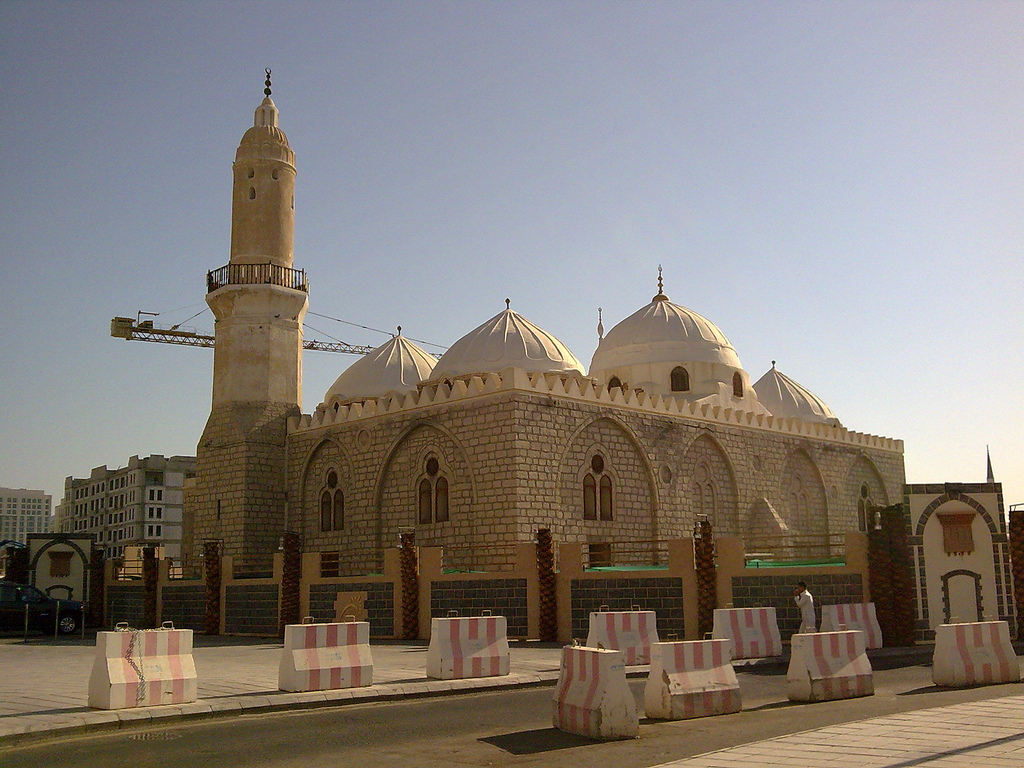
مسجد الغمامة

مسجد علي بن أبي طالب: أحد المساجد السبعة الشهيرة، سُمي بهذا الاسم لأن علي بن أبي طالب قتل في هذا الموقع عمرو بن ود قائد فرسان قريش الذي اجتاز الخندق في غزوة الأحزاب.
مسجد السجدة: يسمى مسجد أبي ذر الغفاري، ويقع في الجهة الشمالية من المسجد النبوي، وسمي بذلك لأن الرسول محمد سجد فيه سجدة مطولة.
مسجد الغمامة: يقع جنوب غرب المسجد النبوي، ويبعد عنه مسافة نصف كيلو متر.
مسجد العنبرية: هو مسجد أنشأه السلطان العثماني عبد الحميد الثاني عام 1908 ليكون جزءاً من مشروع محطة المدينة المنورة التابع لسكة حديد الحجاز.
مسجد ذو الحليفة: وهو ميقات الإحرام لأهل المدينة المنورة.

### المواقع التاريخية

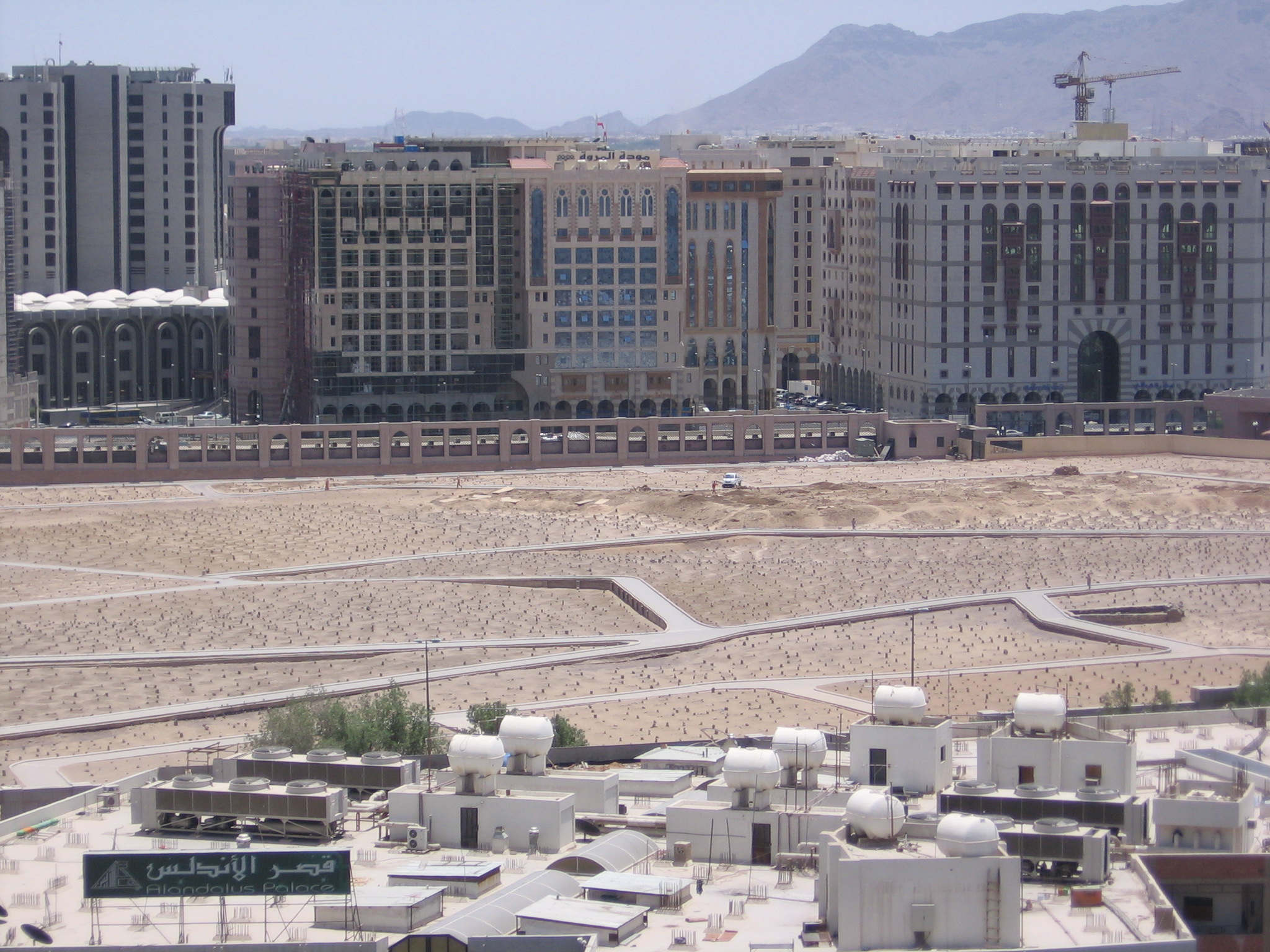
مقبرة البقيع

البقيع: هي المقبرة الرئيسية لأهل المدينة المنورة منذ عهد النبي محمد، ومن أقرب الأماكن التاريخية إلى المسجد النبوي، إذ يقع في مواجهة القسم الجنوبي الشرقي من سور المسجد. تبلغ مساحة البقيع الحالية حوالي 180000 م²، وتضم رفات الآلاف من أهل المدينة ومن توفي فيها من المجاورين والزائرين، وفي مقدمتهم الصحابة، حيث تضم ما يقارب عشرة آلاف صحابي دفنوا فيها، منهم زوجات النبي عدا السيدة خديجة بنت خويلد وميمونة بنت الحارث.

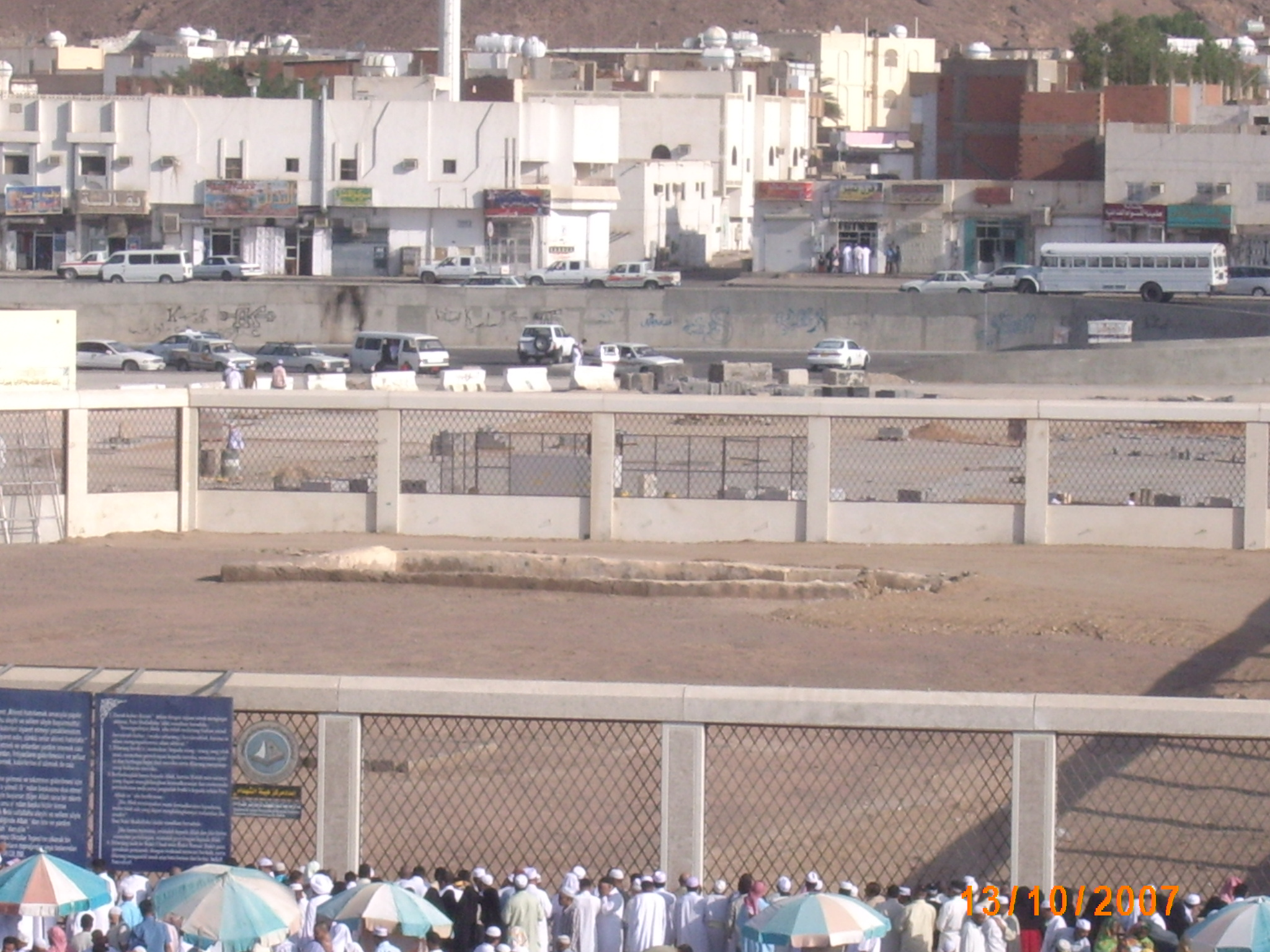
مقبرة شهداء أحد

مقبرة شهداء أحد: هي أحد أهم معالم في المدينة المنورة، تقع شمال المسجد النبوي على بعد 5 كيلومترات، عند سفح جبل أحد وبجوار جبل الرماة، سُميت بهذا الاسم لأنها تضم رفات سبعين من الصحابة استشهدوا في غزوة أحد ومنهم عم النبي محمد "حمزة بن عبد المطلب"، والصحابي "حنظلة بن أبي عامر"، وكان النبي يزورها باستمرار حتى وافته المنية في العام 11 للهجرة.

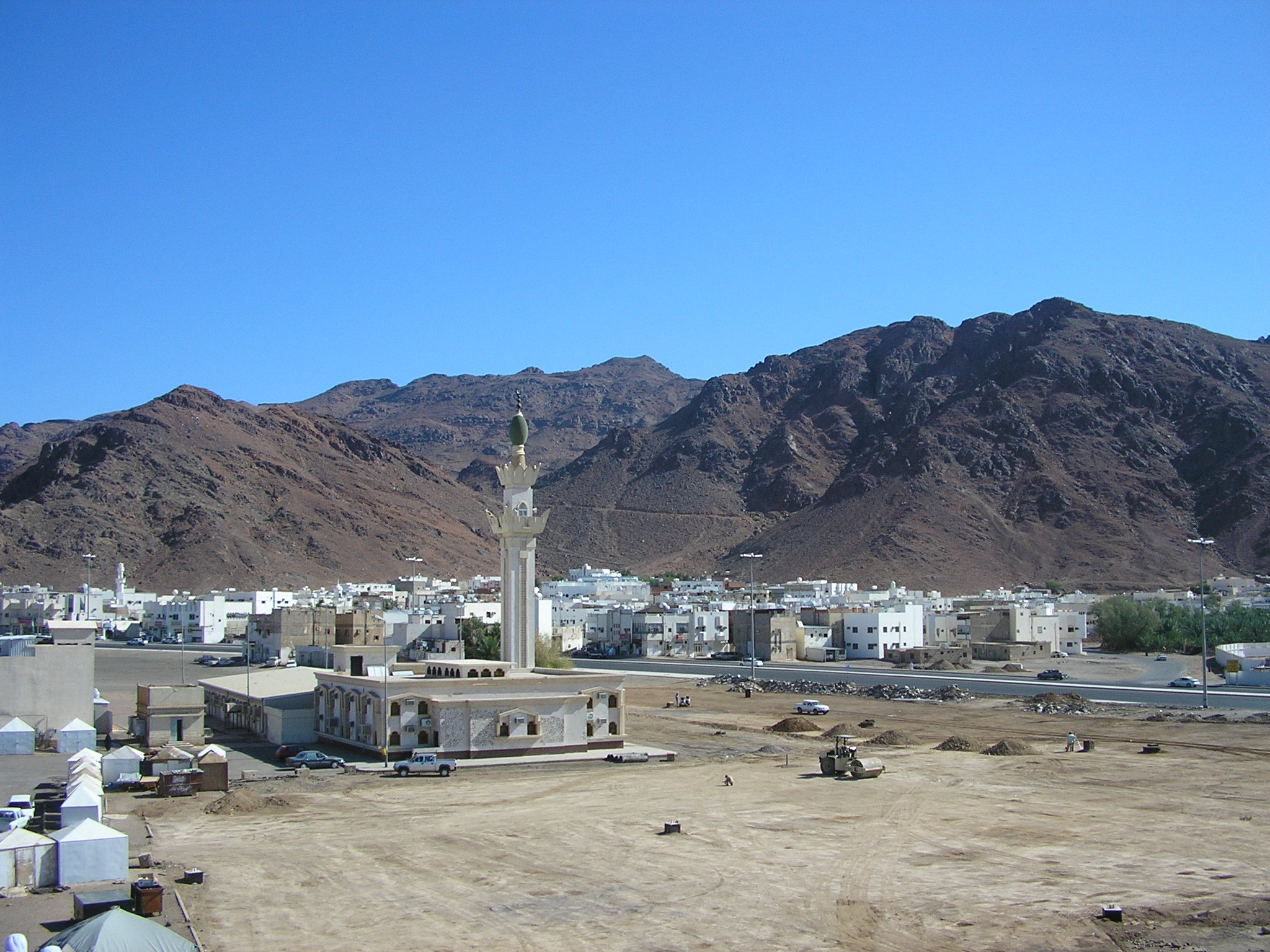
جبل أحد

جبل أحد: من أهم المعالم الطبيعية والدينية في المدينة المنورة، يقع شمال المسجد النبوي على بعد 5 كم. ويمتد جبل أحد كسلسلة جبلية من الشرق إلى الغرب، مع ميل نحو الشمال ومعظم صخوره من الجرانيت الأحمر، وأجزاء منه تميل ألوانها إلى الخضرة الداكنة والسواد، يبلغ طول جبل أحد سبعة أميال، وعرضه ما بين 2 و3 أميال، وتنتشر على مقربة من جبل أحد عدة جبال صغيرة، أهمها: جبل ثور في الاتجاه الشمالي الغربي، وجبل الرماة في جنوبه الغربي، ويمر عند قاعدته وادي قناة ويتجاوزه غرباً ليصب في مجمع الأسيال.
سقيفة بني ساعدة: سبب شهرة سقيفة بني ساعدة هو الاجتماع الذي حصل في 12 ربيع الأوَّل سنة 11هـ، المُوافق 7 يونيو سنة 632م بعد وفاة النبي محمد مباشرةً، للتشاور لبيعة أميرًا للمسلمين. تقع سقيفة بني ساعدة في الجهة الشمالية الغربية من المسجد النبوي.

### الحدائق العامة وأماكن الترفيه

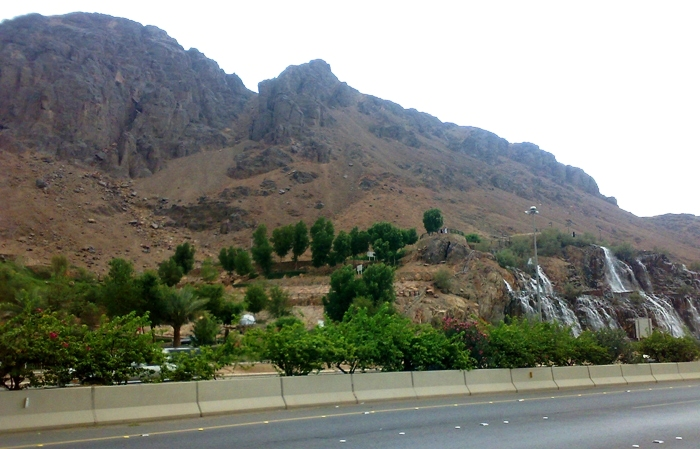
جانب من حديقة الشهداء.

تضم المدينة المنورة الكثير من الحدائق العامة، لعل من أبرزها: حديقة الملك فهد المركزية، حديقة الأمير محمد بن عبد العزيز، حديقة الشهداء، حديقة الزهور، حديقة النخيل وغيرها.

### الأسواق والمراكز التجارية
تضم المدينة أيضاً العديد من الأسواق مثل أسواق سلطانه، أسواق قباء، أسواق قربان، سوق المدينة الدولي، أسواق عالية المدينة، أسواق الحرم، بالإضافة إلى بعض المولات حديثة الإنشاء مثل الراشد مول، الحسن مول، ومجمع النور.

### المقاهي
كانت المدينة المنورة تضم العديد من المقاهي، ولعل أبرز تلك المقاهي التاريخية هي «مقاهي المناخة» وهي الأماكن التي يجتمع بها عمال الصناعات الحرفية، وأهل سوق المناخة بعد صلاة المغرب، تبدأ هذه المقاهي من جهة مسجد الغمامة، وتنتهي عند قباء. هي بالترتيب:
| - مقهى عبد الواحد المغربي. - مقهى المعلم. - مقهى صالح حريقة. - مقهى محمد نقاوي. | - مقهى مبارك المولد. - مقهى مناع. - مقهى الحادي. | - مقهى الخضر. - مقهى العم أحمد طوال. - مقاهي قباء. |

### الفنادق
تضم المدينة المنورة الكثير من الفنادق، وتتركز أغلبها في دائرة مغلقة حول المسجد النبوي داخل الطريق الدائري الأول، ومن أمثلتها: فندق أوبروي المدينة، وفندق المدينة شيراتون، وفندق دار التقوى إنتركونتيننتال، وفندق دار الإيمان إنتركونتيننتال، ودار الهجرة إنتركونتيننتال، وفندق دلة المدينة، وفندق المدينة هيلتون، وفندق المدينة ماريوت، وفندق طيبة، وفندق مودة، وفندق الحارثية، وفندق دانات المدينة، بالإضافة إلى مجموعة الزهدي الفندقية وتضم: فندق أنوار الزهراء، وفندق محمدية الزهراء، وفندق تهاني الزهراء، وفندق روابي الزهراء، وفندق بهاء الزهراء، وفندق رياض الزهراء.

### معالم أخرى
مجمع الملك فهد لطباعة المصحف الشريف: وهو أكبر مطبعة لطباعة المصحف في العالم. وضع الملك فهد بن عبد العزيز حجر الأساس للمجمع في 23 أكتوبر 1982 الموافق 5 محرم 1403هـ وافتتحه رسمياً في 30 أكتوبر 1984 الموافق 5 صفر 1405هـ، ويُنتج المجمع سنوياً ما متوسطه عشرة ملايين نسخة، ويوزع مثلها على المسلمين في جميع القارات، وقد أنتج أكثر من 160 إصدارًا و193 مليون نسخة من المصحف، ويجري المجمع دراسات وأبحاثا مستمرة لخدمة الكتاب والسنّة، كما يضم أحدث ما وصلت إليه تقنيات الطباعة في العالم.

## النقل والمواصلات

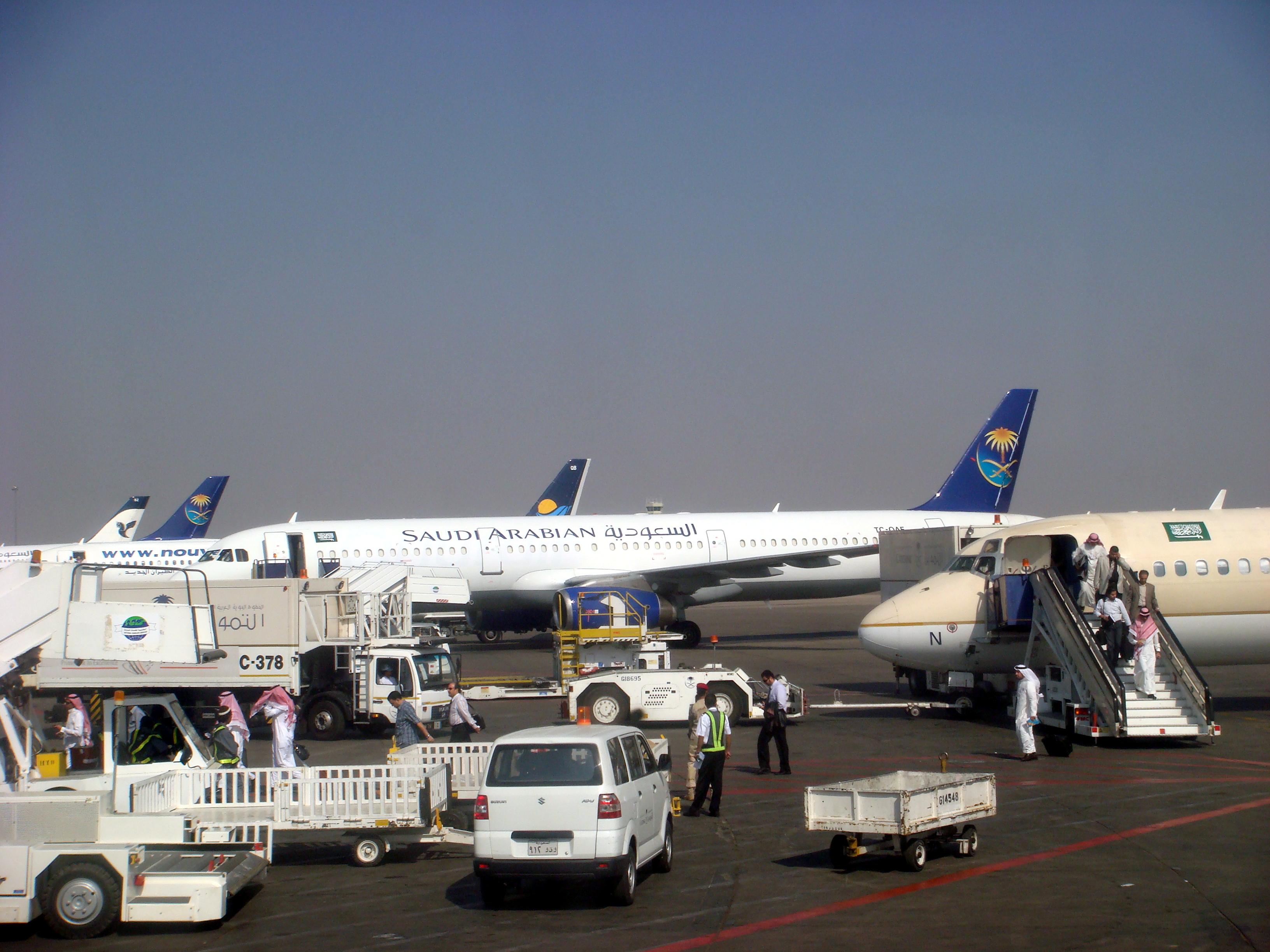
طائرات متوقفة في مطار الأمير محمد بن عبد العزيز.

### المطارات
مطار الأمير محمد بن عبد العزيز الدولي هو المطار الرئيسي الذي يخدم المدينة المنورة، ويبعد عن وسط المدينة حوالي 15 كيلومترا في الاتجاه الشمالي الشرقي، ويُعد المطار أحد منافذ وصول ومغادرة الحجاج والمعتمرين من الخارج. افتتح عام 1971 وكان مطاراً داخلياً في بداية إنشائه، واقتصرت الرحلات الدولية إليه في موسم الحج فقط، وأدت الزيادة الكبيرة في عدد الرحلات في مواسم الحج والعمرة إلى تحويل المطار إلى مطار دولي عام 2006. تم توسعة المطار في عام 2015م بتكلفة بلغت 4.5 مليار ريال سعودي لتصل طاقته الاستيعابية إلى 8 ملايين مسافر سنويًا وذلك في عهد الملك عبد الله بن عبد العزيز.

### الطرق السريعة
تمتلك المدينة المنورة شبكة من الطرق السريعة التي تربطها بباقي مدن ومناطق المملكة، وهي:
- طريق المدينة المنورة - الرياض السريع.
- طريق المدينة المنورة - القصيم السريع.
- طريق المدينة المنورة - ينبع السريع.
- طريق المدينة المنورة - مكة السريع.
- طريق المدينة المنورة - حائل السريع.
- طريق المدينة المنورة - تبوك السريع.

### القطارات

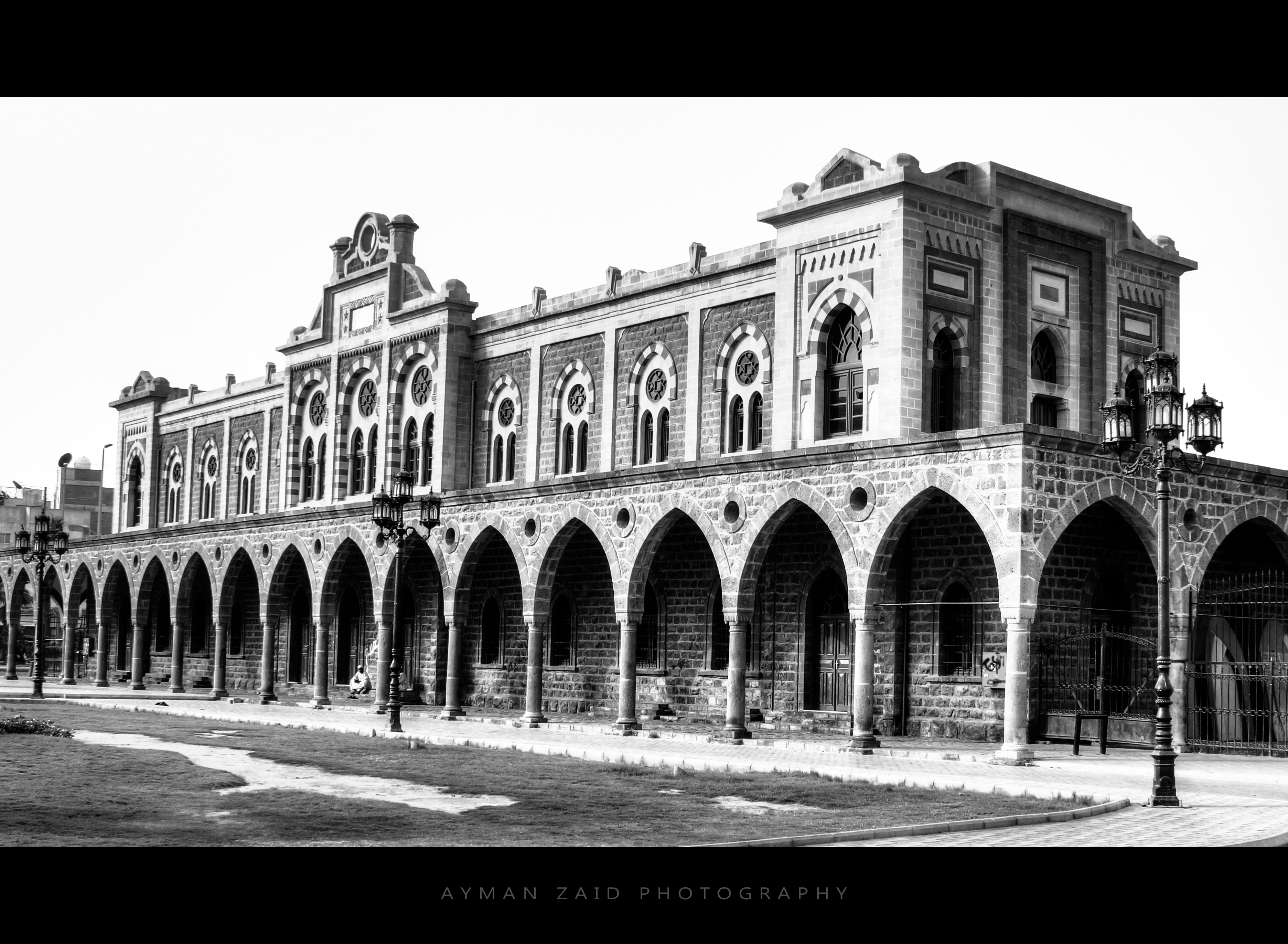
محطة سكة حديد الحجاز

- قديماً رُبطت المدينة المنورة بخطوط سكك حديدية بمنطقة بلاد الشام عن طريق خط سكة حديد الحجاز وهو خط يربط ما بين مدينة دمشق والمدينة، وقد بدأ العمل في هذا الخط عام 1900 وافتتحت محطة المدينة المنورة رسمياً عام 1908، واستمر تشغيله حتى سنة 1916 عندما قامت الحرب العالمية الأولى إذ تعرضت للتخريب بسبب الثورة العربية الكبرى وسقوط الدولة العثمانية بعد الحرب.أحد قطارات مشروع قطار الحرمين السريع في 2017.

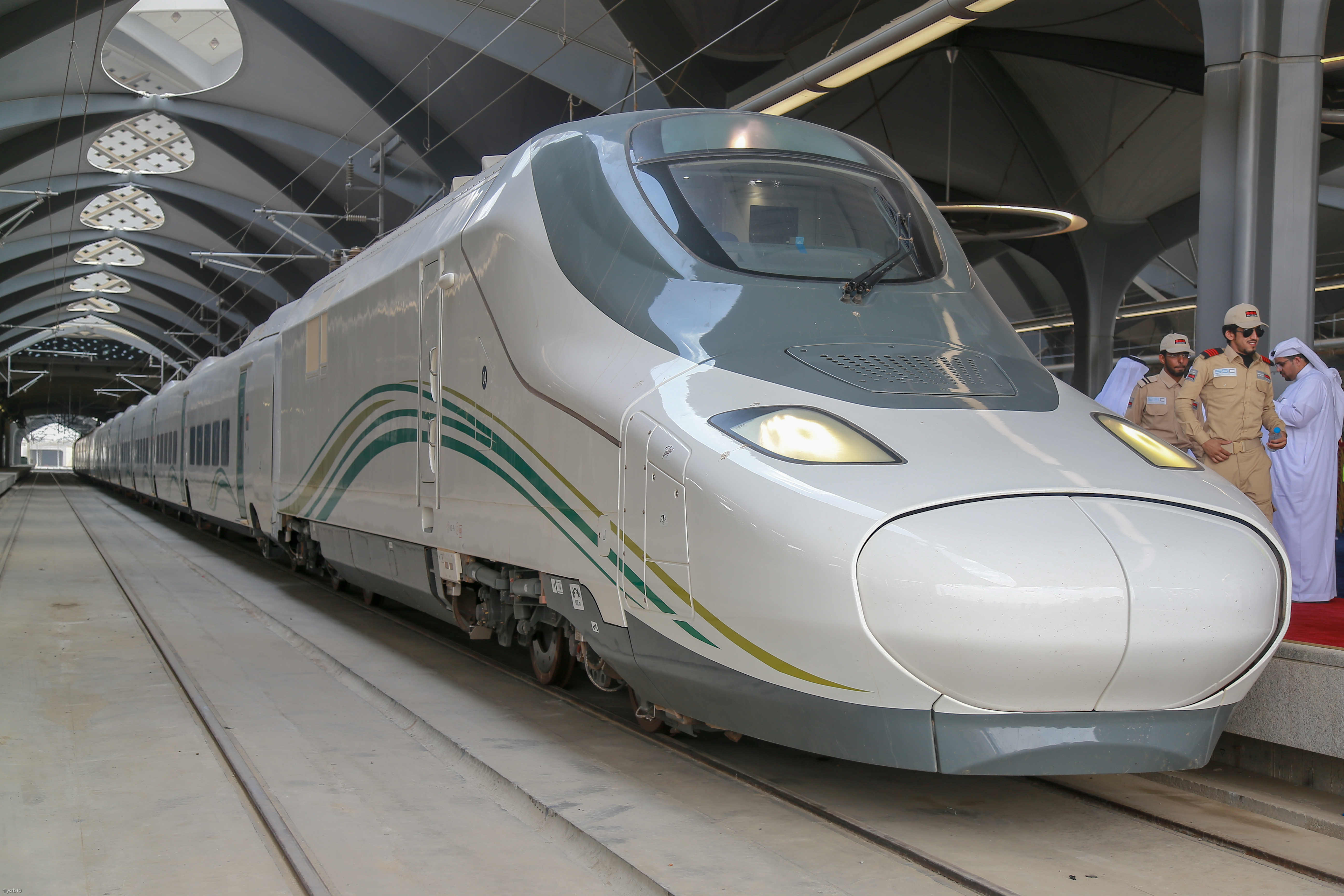
أحد قطارات مشروع قطار الحرمين السريع في 2017.

- حديثاً رُبطت المدينة المنورة بمكة المكرمة من خلال مشروع قطار الحرمين السريع،[104] وهو مشروع خط سكة حديدية كهربائي يربط بين منطقتي مكة المكرمة والمدينة المنورة مروراً بمحافظتي جدة ورابغ بطول 450 كيلومترا، ويتكوّن من خمس محطات ركاب، منها محطة في مكة المكرمة، ومحطتان في مدينة جدة في كل من مطار الملك عبد العزيز الدولي ووسط المدينة،[104] ومحطة في مدينة الملك عبدالله الاقتصادية والمحطة الخامسة في المدينة المنورة وتقع في حي الهدراء بطريق الملك عبد العزيز، على بعد 9 كم من المسجد النبوي، و 13 كم من مطار الأمير محمد بن عبد العزيز الدولي.[105] وانطلقت أولى رحلات قطار الحرمين السريع من المدينة المنورة إلى مكة المكرمة في مارس 2021، وبقدرة نقل يومية تصل إلى 54 قطارًا، ومعها سينقل القطار الواحد أكثر من 200 مسافراً بالاتجاه الواحد، كما ينقل 417 مسافرًا بالاتجاهين، وبسرعة تصل إلى 300 كلم.[106]

## الثقافة والتعليم

### الثقافة

#### المكتبات
تضم المدينة المنورة عددا من المكتبات، أشهرها مجمع الملك عبدالعزيز للمكتبات الوقفية بالمدينة المنورة والذي تم أنشئ بتوجيه من الملك سلمان بن عبدالعزيز وذلك في 15 رمضان 1437هـ الموافق 21 يونيو 2016م. ومكتبة المسجد النبوي الشريف وهي مكتبة عامة أسسها الملك عبدالعزيز في عام 1352هـ الموافق 1933م.

#### مركز الأمير محمد بن سلمان للخط العربي
يقع مركز الأمير محمد بن سلمان للخط العربي في المدينة المنورة ويحتوي على متحف ومعرض للخط العربي بالاضافة لمعهد يُعنى بتعليم الخط العربي وفنونه وأساليبه، كما يتضمن ملتقىً للخطاطين العرب والمسلمين. وكان قد افتُتِح عام 2013م الموافق 1434هـ تحت اسم دار القلم والذي تغير لاحقًا ليصبح مركز الأمير محمد بن سلمان للخط العربي وذلك بتاريخ 4 رمضان 1441 هـ الموافق 27 أبريل 2020 م.

#### النشاطات الثقافية

شعار مهرجان صيف طيبة.

تُعقد في المدينة المنورة العديد من المهرجانات الترفيهية والثقافية والرياضية، ولعلّ من أبرز تلك المهرجانات هو مهرجان صيف طيبة، وهو مهرجان تنظمه مؤسسة دار التنظيم لتنظيم المعارض والمهرجانات السعودية، والمهرجان يُعقد سنوياً في كل صيف وفي مواقع مختلفة داخل المدينة، ويشمل هذا المهرجان الكثير من البرامج والفعاليات مثل مسابقات صيد الأسماك، مسابقات رالي الأطفال، قرية الألعاب المائية، قرية الألعاب الهوائية، كما تُعقد العديد من الفعاليات الشعبية والتراثية مثل الخيمة الشعبية ومسابقات الإبل والخيول، كما تُعقد بالمدينة أيضاً العديد من النوادي الثقافية مثل نادي الإبداع الصيفي الذي تنظمه وزارة التعليم السعودية. ويُعقد في المدينة أيضاً بعض المهرجانات الخاصة غير الدائمة مثل مهرجان المدينة المنورة للتوائم، ومهرجان المدينة المنورة الدولي للتمور وغيرهم. كما أنه قد تم اختيار المدينة المنورة عاصمة للثقافة الإسلامية للعام 2013 م لتمثل المنطقة العربية.

#### المتاحف والمعارض
تضم المدينة عددا من المتاحف والمعارض الدائمة أشهرها متحف المدينة المنورة والذي تأسس عام 1983م، ويعرض تراث المدينة وتاريخها ويضم مجموعات أثرية مختلفة تصل لحوالي 2000 قطعة أثرية بالإضافة لمعارض بصرية للمدينة المنورة عبر التاريخ. هنالك أيضا متحف دار المدينة والذي تأسس عام 2011م يعرض حضارة المدينة المنورة الإسلامية، ويظهر معالم الحقبة التاريخية التي عاش بها النبي محمد، وذلك من خلال عرض تاريخ وتفاصيل من معالم السيرة النبوية والإسلامية والثقافة العمرانية والحضارية للمدينة المنورة. بالإضافة للمتاحف هنالك معرض أسماء الله الحسنى وهو معرض دائم مقام في المدينة المنورة غرب المسجد النبوي، افتُتِح في مطلع عام 2014 بمساحة 2000 م2، ومعرض محمد رسول الله وهو معرض دائم مقام في المدينة المنورة غرب المسجد النبوي، افتُتِح في عام 2013 بمساحة 2000 م2.

شعار جامعة طيبة.

### التعليم
في الماضي كان التعليم في المدينة المنورة يتم في الزوايا والكتاتيب المنتشرة في أنحائها، وبمرور الوقت اندثرت كل هذه الأشياء، وحلت محلها المدارس والجامعات والمراكز التعليمية.
المدارس
تضم المدينة المنورة ما يُقارب 1315 مدرسة، منها 489 مدرسة ابتدائية، و644 مدرسة متوسطة، و458 مدرسة ثانوية وجميعها موزعة مابين حكومية وخاصة وعالمية، وفيما يلي أبرز تلك المدارس: مدرسة طلحه بن عبيدالله، مدرسة طيبه الثانوية، مدرسة الحسن بن علي، مدرسه العز بن عبد السلام، مدارس العلوم الشرعية، مدرسة المنارات المدينة المنورة، مدارس المدينة المنورة، المدارس السعودية الرائدة، مدرسة الفضل بن العباس، مدرسة الملك فهد الثانوية، مدرسة مأرز الإيمان الثانوية، مدرسة الأمير عبد المحسن الثانوية، مدرسة أبي بكر الصديق المتوسطة، مدرسة الأمير فيصل بن فهد المتوسطة، مدرسة دار الحديث المدنية، مدرسة أبي بن كعب لتحفيظ القرآن الكريم، مدرسة الإمام حفص بن سليمان لتحفيظ القرآن الكريم.
- الجامعات

تضم المدينة المنورة 5 جامعات هي: الجامعة الإسلامية، وجامعة طيبة، والجامعة السعودية الإلكترونية، والجامعة العربية المفتوحة، وجامعة الأمير مقرن بن عبدالعزيز.
- الكليات والمعاهد

بالإضافة للجامعات الحكومية والأهلية، تضم المدينة عدد من الكليات والمعاهد منها: الكلية التقنية بالمدينة المنورة، كلية المسجد النبوي، معهد المسجد النبوي، كليات الغد الدولية للعلوم الصحية، كليات الريان الأهلية.

### مراكز أبحاث
تضم المدينة المنورة مركزًا بحثيا يُعنى بتراث المدينة وهو مركز بحوث ودراسات المدينة المنورة والذي أُسِّسَ في 27 محرم 1418هـ الموافق 4 يونيو 1997م.